# Sarah Churchill, duchessa di Marlborough
Sarah Churchill (St Albans, 5 giugno 1660 – Westminster, 18 ottobre 1744) (nata Jenyns, riportata come Jennings in molte moderne citazioni), duchessa di Marlborough, fu una delle persone più influenti della storia inglese, amica della regina Anna Stuart.
Era nota a tutti l'amicizia che legava Sarah alla principessa Anna Stuart, figlia del re d'Inghilterra. Giacomo II Stuart e le figure di spicco della società inglese si rivolgevano spesso a Sarah affinché patrocinasse le loro richieste presso la principessa. Quando Anna divenne regina alla morte del cognato Guglielmo III d'Orange, Sarah divenne la sua principale consigliera, l'ultima dei grandi favoriti di Casa Stuart.
In un'epoca in cui i matrimoni erano celebrati più per interesse che per amore, Sarah godette di un'insolita relazione amorosa con John Churchill, I duca di Marlborough, che divenne suo marito nel 1677. Sarah agì come agente di Anna dopo che il padre di questa, Giacomo II, fu deposto durante la Rivoluzione del 1688; comunque Sarah tutelò i suoi interessi durante il regno dei successori di Giacomo II, Guglielmo III e Maria II. Quando Anna salì al trono dopo la morte di Guglielmo nel 1702, il Duca di Marlborough, insieme a Sidney Godolphin, I conte di Godolphin, guidò il governo, in parte grazie all'amicizia di sua moglie con la regina. Mentre il Duca guidava all'estero le truppe nella Guerra di successione spagnola, Sarah lo teneva informato degli intrighi a corte. Parteggiò instancabilmente a favore dei Whigs. Morì il 18 ottobre 1744 all'età di 84 anni.
Essendo una donna volitiva cui piaceva sempre fare a modo suo, Sarah mise a dura prova la pazienza della regina Anna ogni volta che si trovavano in disaccordo su argomenti politici, giudiziari ed ecclesiastici. Dopo la definitiva rottura con Anna nel 1711, Sarah venne allontanata insieme al marito dalla corte degli Stuart, ma ritornò in auge quando salirono al trono gli Hannover alla morte della regina Anna (1714). Sarah in seguito fu al centro di famosi scontri con molti personaggi famosi, tra cui sua figlia la seconda Duchessa di Marlborough; l'architetto di Blenheim Palace, John Vanbrugh; il primo ministro Robert Walpole; il re Giorgio II di Gran Bretagna e sua moglie, la regina Carolina. Il denaro ereditato dal marito, il Duca di Marlborough, fece di Sarah una delle donne più ricche in Europa.

## Biografia

### Infanzia

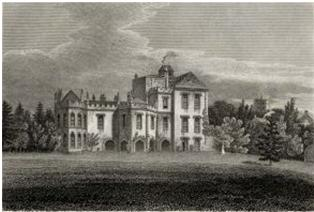
Holywell House, prima della sua demolizione nel 1827

Sarah Jennings nacque il 5 giugno 1660, probabilmente in Holywell House, a St Albans, nell'Hertfordshire. I suoi genitori erano Richard Jennings (o Jenyns), membro del Parlamento inglese, e Frances Thornhurst. Suo zio, Martin Lister, fu un importante naturalista. Nel 1663, Richard Jennings conobbe Giacomo, duca di York (il futuro Giacomo II, fratello del re Carlo II), in occasione di un negoziato per il recupero di una proprietà nel Kent Agney Court, che era appartenuta a sua suocera, Susan Lister (nata Temple). La prima impressione del Duca di York fu favorevole, sicché nel 1664 la sorella di Sarah, Frances Talbot, contessa di Tyrconnel, venne nominata damigella d'onore della Duchessa di York, Anna Hyde.

### Damigella d'onore

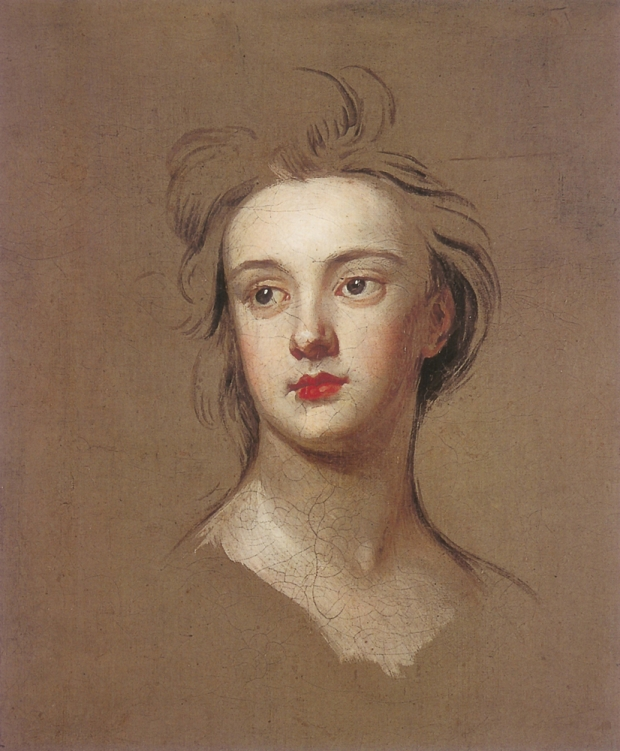
Sarah in giovane età

Anche se Frances venne costretta a rinunciare a questo incarico a causa del suo matrimonio con un cattolico, Giacomo non si dimenticò della famiglia Churchill e nel 1673 Sarah venne nominata damigella d'onore della seconda moglie di Giacomo, Maria Beatrice d'Este.

### Primo incontro con la principessa Anna e con John Churchill

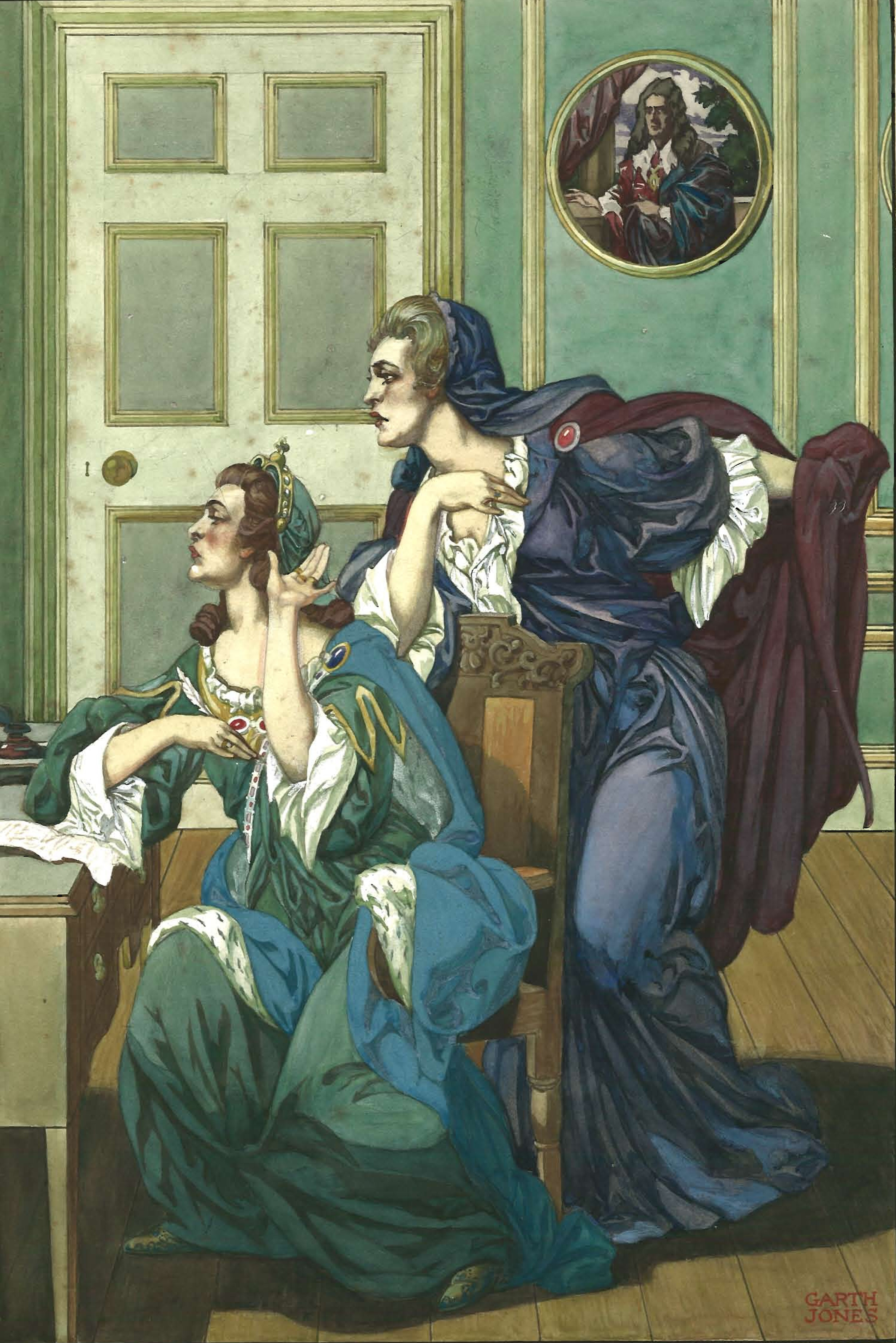
La principessa Anna con Sarah

Sarah conobbe la giovane principessa Anna intorno al 1675 e la loro amicizia divenne sempre più forte col crescere della loro età. Alla fine del 1675, quando aveva ancora quindici anni, Sarah e John Churchill, iniziarono a frequentarsi dopo che avevano frequentato le stesse feste. Churchill, che precedentemente era stato l'amante della favorita di Carlo II, Barbara Palmer, duchessa di Cleveland, aveva poco da offrire dal punto di vista finanziario, dato che i suoi possedimenti erano insidiati dai creditori. Sarah dovette superare due ostacoli per conquistare Churchill, da un lato la Contessa di Dorchester, Catherine Sedley, una ricca amante di Giacomo II e dall'altro anche l'ostilità del padre di Churchill, Sir Winston Churchill (1620-1688), che preferiva come nuora la Palmer per rimpinguare i vuoti forzieri di famiglia. John Churchill sperava di prendere come amante Sarah al posto della Duchessa di Cleveland, che da poco era partita per la Francia, ma da alcune lettere scritte da Sarah a John si evince la riluttanza di lei ad assumere quel ruolo.

### Matrimonio

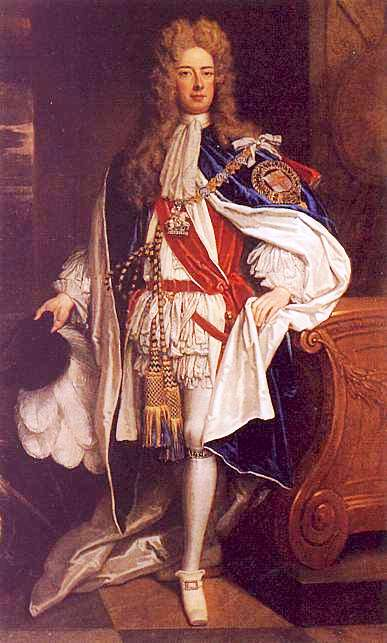
John Churchill, I duca di Marlborough nelle vesti dell'Ordine della giarrettiera, ritratto da Godfrey Kneller, c. 1704

Nel 1677, dopo la morte di Ralph Churchill, le due sorelle Sarah e Frances, divennero co-eredi delle proprietà dei Jennings nell'Hertfordshire e nel Kent. John scelse Sarah invece di Catherine Sedley e nell'inverno del 1677 si sposarono segretamente.
Sarah e John erano entrambi Protestanti in una corte quasi tutta di religione Cattolica: tale loro credo religioso avrà grande influenza sulle loro successive scelte politiche. Anche se non vi è alcuna data registrata, il matrimonio venne reso noto solo alla Duchessa di York e ad una ristretta cerchia di amici, di modo che Sarah poté mantenere la sua posizione di damigella d'onore a corte.

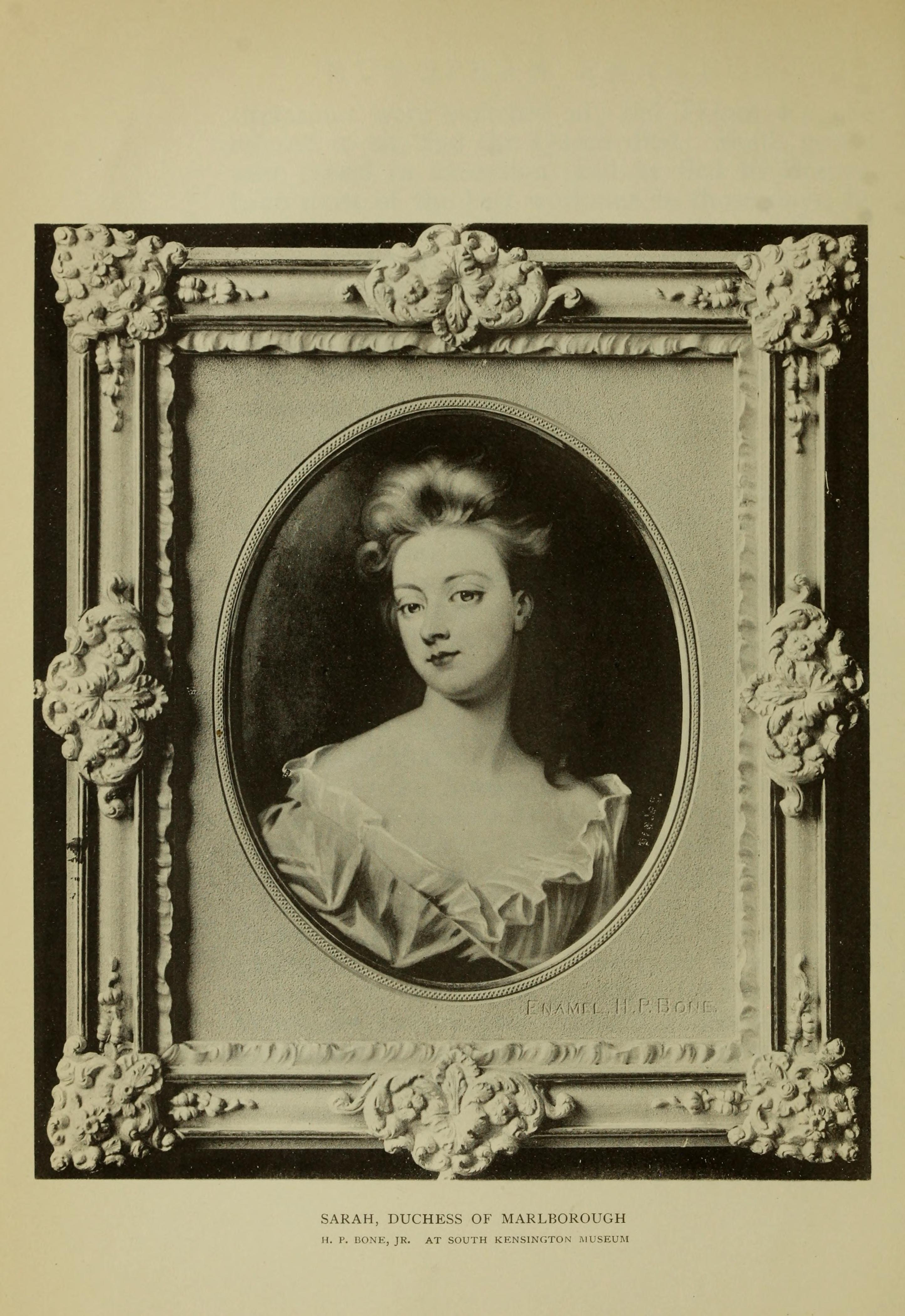
Un ritratto di Sarah Churchill fotografato nel 1906

Quando rimase incinta, il matrimonio di Sarah e John Churchill venne reso pubblico (il 1º ottobre 1678). Sarah quindi si ritirò dalla corte per dare alla luce la sua primogenita, Harriet, la quale morì in tenera età. Quando il Duca di York decise di andare in esilio in Scozia a causa del clamore provocato dal Complotto papista, John e Sarah lo accompagnarono. Fu proprio per questo che Carlo II decise di premiare la fedeltà di John, nominandolo Barone Churchill di Eyemouth in Scozia: Sarah divenne quindi Lady Churchill. Dopo il ritorno del Duca di York in Inghilterra una volta allentata la tensione religiosa, Sarah venne nominata Lady of the Bedchamber di Anna dopo che questa sposò Carlo nel 1683.

### Esordio: Regno di Giacomo II (1685-1688)

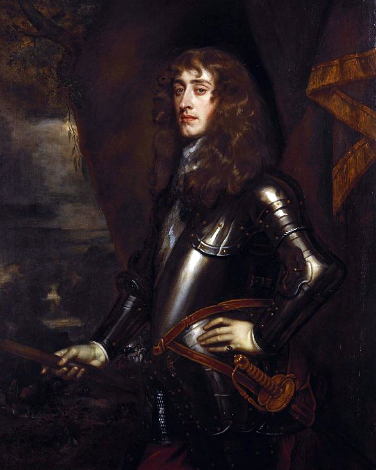
Ritratto di Giacomo II d'Inghilterra, opera di Peter Lely.

Inizialmente il regno di Giacomo II riscosse un relativo successo; nessuno si aspettava che un re di religione Cattolica riuscisse ad esercitare il suo potere in una nazione fieramente Protestante e anti-Cattolica. Tuttavia, quando Giacomo cercò di praticare una riforma della religione di Stato, si accese il malcontento popolare contro di lui e il suo governo. Nel 1688, un gruppo di politici noto con il nome di "Sette Immortali" inviò una lettera al principe Guglielmo di Orange, marito della figlia protestante di Giacomo, Maria, con la quale gli si chiedeva di invadere l'Inghilterra e rovesciare Giacomo. Ben presto questo progetto divenne di pubblico dominio. Giacomo conservava ancora una certa influenza e quindi ordinò che Lady Churchill e la principessa Anna fossero poste agli arresti domiciliari nella residenza della principessa (il Cockpit-in-Court nel Palazzo di Whitehall); entrambi i loro mariti, benché prima fedeli a Giacomo, cambiarono casacca per Guglielmo di Orange. Sarah descrive nelle sue memorie come i due riuscirono facilmente a fuggire e rifugiarsi a Nottingham:
"La Principessa andò a letto alla solita ora per evitare sospetti. Io la raggiunsi subito dopo; dalla scala di servizio che viene giù dal suo bagno, scesero con me sua altezza reale [la Principessa Anna], Lady Fitzharding :[una delle amiche intime di Sarah] con un servitore. Ci dirigemmo verso la carrozza dove trovammo il Vescovo di Londra e Charles Sackville, VI conte di Dorset. Essi ci condussero al palazzo del Vescovo per la notte. Il giorno dopo andammo presso Lord Dorset a Copt-Hall. Da qui ci recammo presso George Compton, IV conte di Northampton e partimmo per Nottingham, dove il popolo si stava riunendo intorno alla Principessa; ma lei non si sentì al sicuro fin quando non vide intorno a sé gli amici del Principe di Orange."

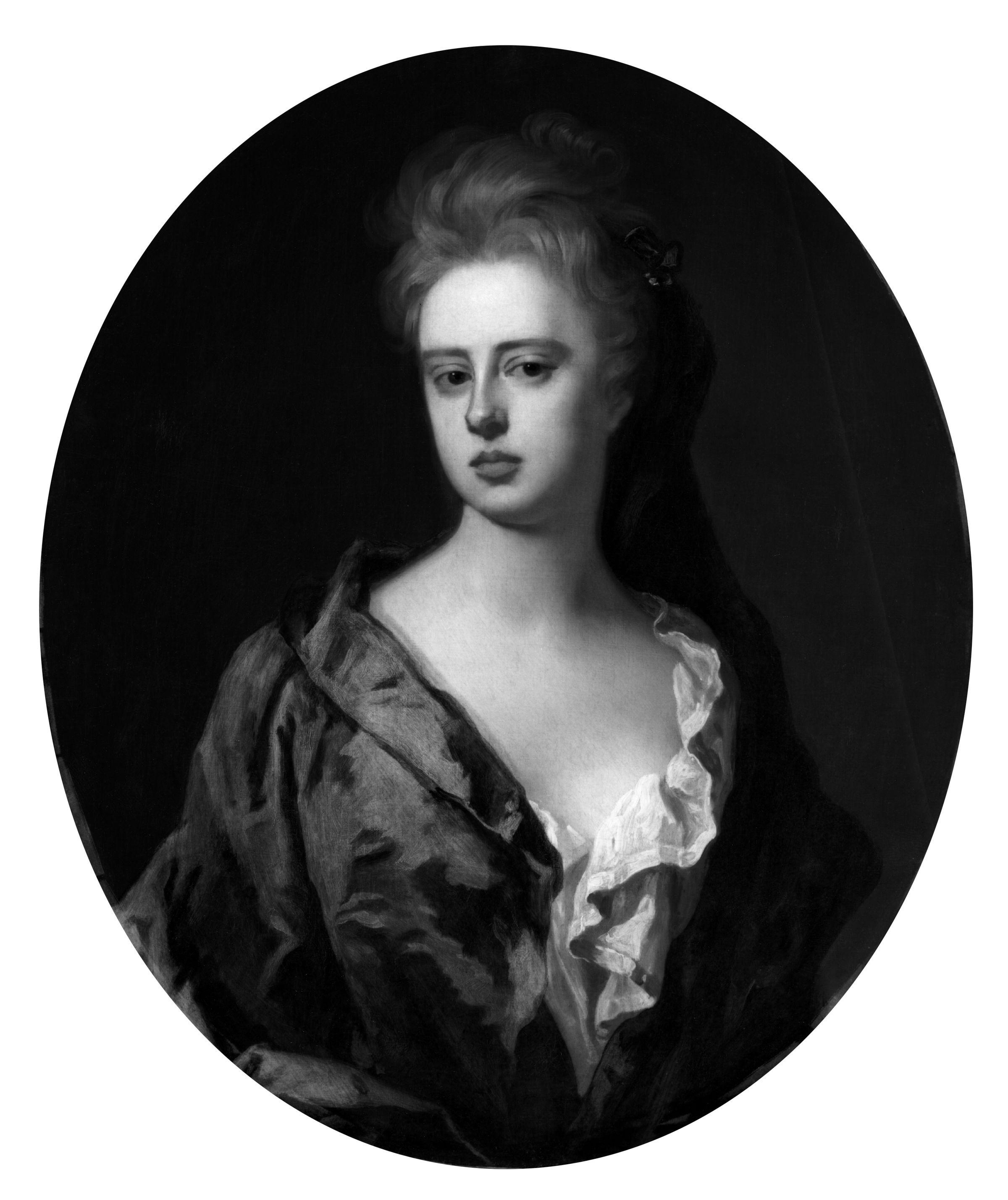
La Duchessa di Marlborough

Dopo questa ulteriore delusione, Giacomo fuggì dal paese. Anche se Sarah sostenne di aver incoraggiato la fuga per la sicurezza della Principessa Anna, è più verosimile che avesse cercato di proteggere sé stessa e suo marito. Infatti se Giacomo avesse sconfitto il Principe Guglielmo di Orange, egli avrebbe certamente imprigionato ed anche condannato a morte Lord e Lady Churchill per alto tradimento e, secondo alcuni, avrebbe certamente destinato sua figlia alla medesima sorte.

### Cortigiana indesiderata: Regno di Guglielmo III e Maria II

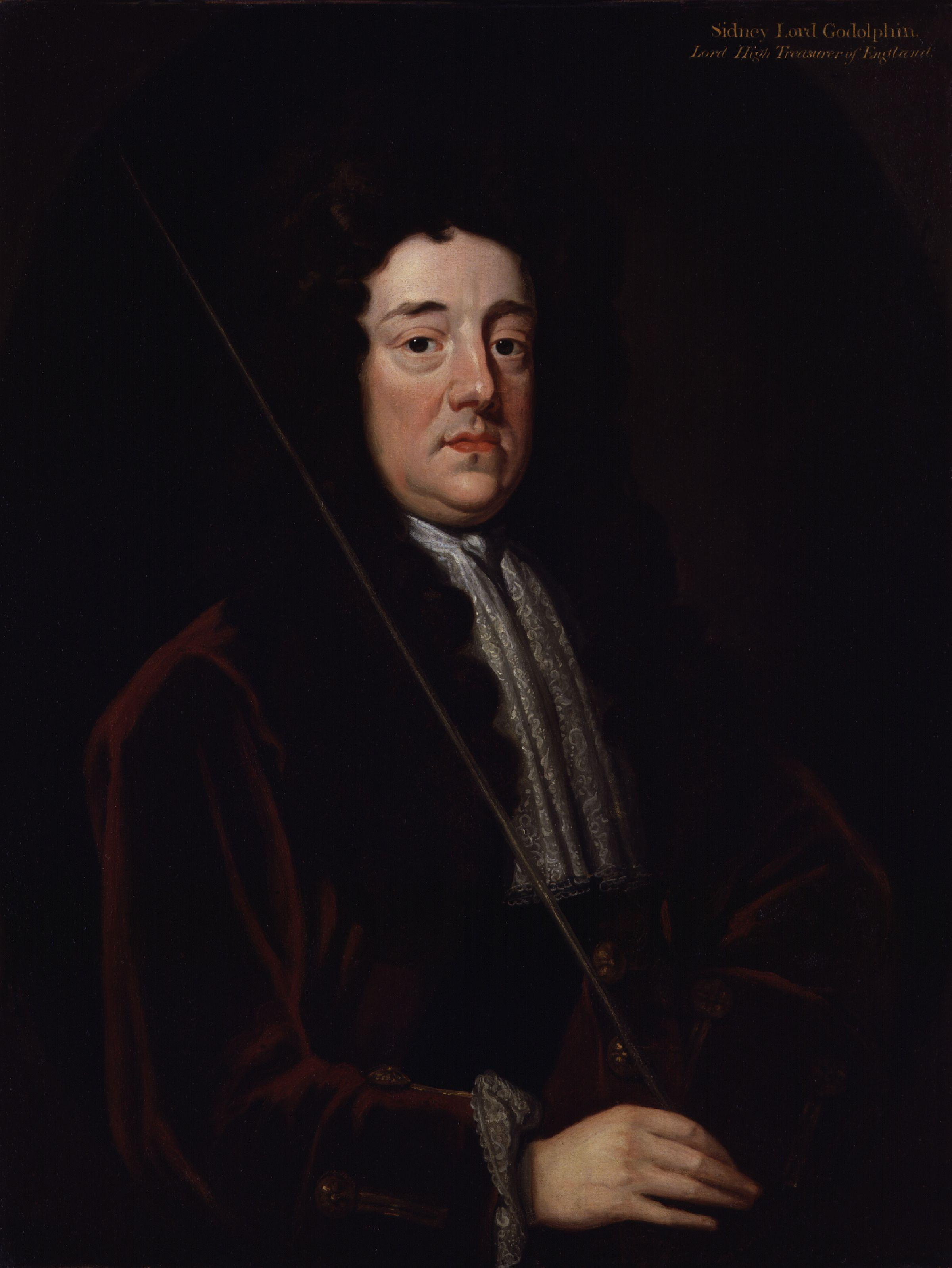
Sidney Godolphin, I conte di Godolphin, amico e consigliere di Sarah, ritratto da Sir Godfrey Kneller, c. 1704–10

La vita per Sarah fu difficile durante il regno di Guglielmo e Maria. Anche se i nuovi sovrani avevano conferito al marito di Sarah il titolo di Duca di Marlborough, Sarah e John erano comunque meno in auge di quanto lo fossero durante il regno di Giacomo II. Il nuovo Duca di Marlborough aveva dato assistenza all'esiliato Giacomo, ed era nota a tutti l'influenza esercitata da Sarah sulla principessa Anna e sui più alti membri del governo per favorire proprio gli interessi di Anna. Maria II reagì a tutto questo chiedendo ad Anna di allontanare Sarah. Anna, tuttavia, si rifiutò di ottemperare alla richiesta della sorella. Questo rifiuto provocò una spaccatura mai più colmata nei rapporti fra Maria e Anna.
Altri problemi insorsero in seguito. Nel 1689, i sostenitori di Anna (tra cui i Marlborough e Charles Seymour, VI duca di Somerset) presentarono in parlamento la richiesta della concessione alla principessa Anna di un vitalizio di 50.000 sterline, una somma che l'avrebbe liberata dalla dipendenza dai sovrani Guglielmo e Maria. Sarah fu considerata la forza trainante di questo disegno di legge, dando luogo così ad ulteriori malumori nei suoi confronti da parte della corte. Il re Guglielmo rispose a questa richiesta offrendo il medesimo importo di tasca sua, tenendo così obbligata Anna verso la generosità dei sovrani. Anna, comunque, su consiglio di Sarah, rifiutò l'offerta, sottolineando che una sovvenzione decisa dal parlamento sarebbe di certo più sicura del gesto caritatevole promosso dai sovrani. Alla fine Anna ricevette il vitalizio deciso dal parlamento e fu riconoscente verso Sarah per quanto da lei fatto.

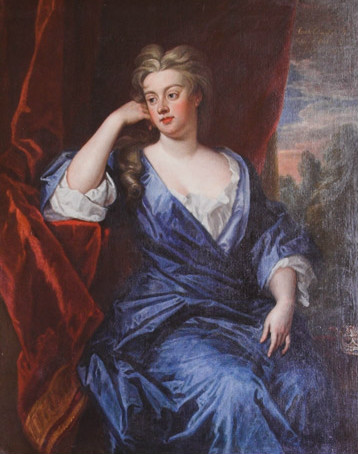
Un ritratto della Churchill custodito ad Althorp

Il successo di Sarah in qualità di leader dell'opposizione intensificò l'animosità della regina Maria nei confronti dei Marlborough. Pur non riuscendo ad allontanare Sarah dalla principessa Anna, Maria decise di allontanare Sarah dai suoi alloggi di Palazzo di Whitehall. La principessa Anna di rimando abbandonò il palazzo e con Sarah andò a stare presso gli amici Charles Seymour, il sesto duca di Somerset, e la moglie Elizabeth a Syon House. La principessa Anna continuò ad opporsi alla richiesta della regina di licenziare Sarah, nonostante fosse stato scoperto un documento firmato dal Duca di Marlborough in cui si dichiarava il sostegno al re in esilio Giacomo II e ai suoi seguaci. Probabilmente questo documento era un falso uscito dalle mani di Robert Young, un noto falsificatore e seguace di Titus Oates; Oates era famoso per aver inventato di sana pianta il cosiddetto "Complotto papista", un presunto complotto dei Cattolici volto ad uccidere il re Carlo II. Il duca venne arrestato e imprigionato nella Torre di Londra. La solitudine di cui Sarah soffrì a causa di questi eventi cementò ancor di più la sua amicizia con la principessa Anna.
Dopo la morte di Maria II per vaiolo nel 1694, Guglielmo III, nel tentativo di accrescere la sua popolarità presso il popolo inglese riammise Anna a corte e le mise a disposizione degli appartamenti a St. James's Palace. Il Re riportò anche il Duca di Marlborough a tutti i suoi incarichi e onori, liberandolo da tutte le passate accuse. Tuttavia, temendo la persuasiva influenza di Sarah, il Re tenne Anna fuori da tutti gli affari di governo e non la nominò reggente nelle occasioni in cui egli era fuori dal paese.

### Potere all'ombra del trono: la regina Anna

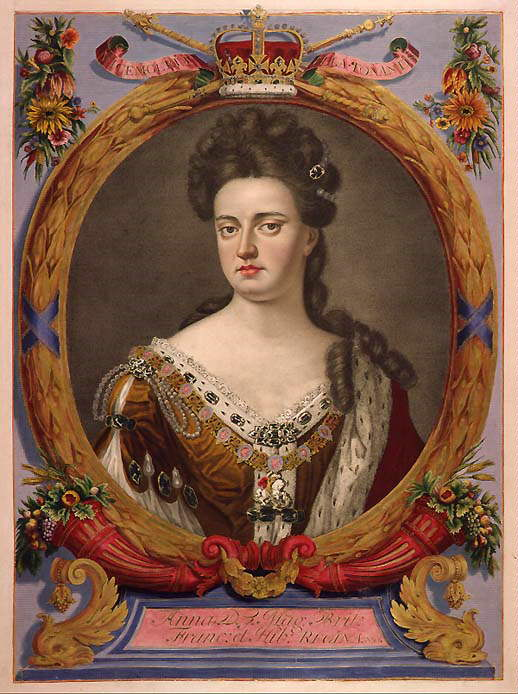
La regina Anna, copia di un dipinto di Sir Godfrey Kneller

Nel 1702, Guglielmo III morì ed Anna salì al trono. Anna immediatamente offrì a John Churchill un ducato che Sarah in un primo momento rifiutò. Sarah si preoccupava delle conseguenze che ciò avrebbe significato per le finanze della famiglia; a quel tempo da una famiglia nobile ci si aspettava che manifestasse il suo rango con feste e spettacoli lussuosi. Anna, per convincere i Marlborough, replicò al rifiuto offrendo loro un vitalizio di £5000 all'anno deciso dal Parlamento e in più aggiunse di suo un extra di £2000 all'anno. Sarah venne subito nominata "Mistress of the Robes" (la più alta carica che una donna potesse ricoprire a Corte), "Groom of the Stole", "Keeper of the Privy Purse" e "Ranger of Windsor Great Park". Il Duca di Marlborough accettò l'Ordine della Giarrettiera e l'incarico di Generale dell'esercito.
Durante gran parte del regno di Anna, il Duca di Marlborough fu impegnato all'estero nella Guerra di successione spagnola, mentre Sarah rimase in Inghilterra. Nonostante fosse, oltre la Regina, la donna più potente in Inghilterra, Sarah frequentò poco la corte, preferendo sovrintendere alla costruzione della sua nuova magione a Woodstock (il sito dove sorgerà Blenheim Palace), un dono della regina Anna dopo la vittoria del Duca nella Battaglia di Blenheim. Tuttavia, Anna inviava lettere a Sarah tenendola informata e chiedendole consiglio riguardo a molte questioni politiche.

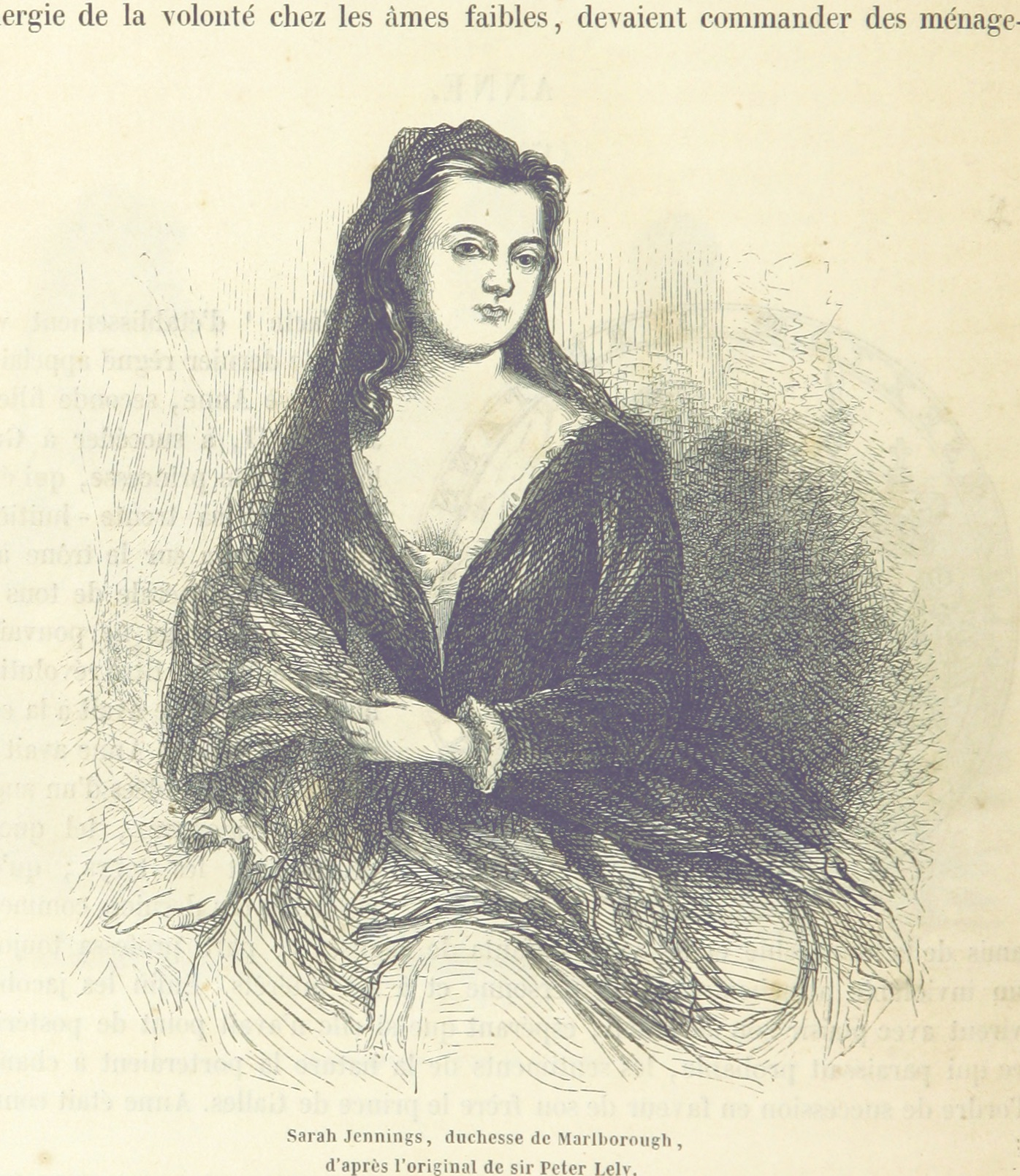
La Duchessa di Marlborough in un disegno che si trova nella British Library

Sarah era famosa per la sua franchezza nel dire ciò che pensava alla Regina, non ricorrendo mai all'adulazione. Anna e Sarah da ragazze avevano creato reciprocamente dei nomignoli che continuarono ad usare anche quando Anna divenne regina: Mrs Freeman (Sarah) e Mrs Morley (Anna). In effetti da vera e propria donna d'affari, Sarah esercitava un completo controllo sulla regina, a partire dalle finanze e fino a quali persone potevano essere ammesse alla presenza reale.

### Ascendenza vacillante
Anna, tuttavia, si aspettava gentilezza e comprensione da parte della sua più cara amica. Sarah non era portata a tenere un tale atteggiamento e spesso verso la Regina era tracotante e possessiva. Un rilevante dissenso di ordine politico si verificò allorché Sarah insistette che suo genero, Charles Spencer, III conte di Sunderland, fosse ammesso nel Consiglio Privato di Sua Maestà. Sarah si alleò in modo più deciso con i Whigs, che appoggiavano il Duca di Marlborough nel suo impegno bellico e speravano di sfruttare la posizione di Sarah come favorita a corte. La regina Anna rifiutò la nomina di Sunderland: non le piaceva la politica radicale dei Whigs, che considerava essere una minaccia per le prerogative della corona. Sarah, per garantirsi alla fine la nomina per il genero, utilizzò la sua intima amicizia con il Conte di Godolphin, che Anna riteneva persona di fiducia. Sarah inviò alla regina Anna del materiale da leggere sul partito Whig per cercare di convincerla a sostenere il proprio partito politico preferito. Nel 1704, la regina confidò a Lord Godolphin di ritenere che lei e Sarah non avrebbero più potuto continuare ad essere amiche.

### Scontro di personalità

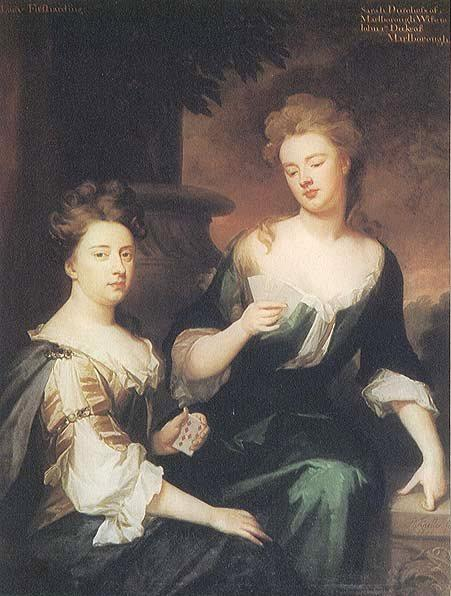
La Duchessa di Marlborough (a destra) gioca a carte con la sua cara amica, Barbara, Lady Fitzhardin. Dipinto di Sir Godfrey Kneller, c. 1702

La sincerità di Sarah e il suo disinteresse per l'alto rango, una volta così apprezzati da Anna, erano considerate come importune. A differenza della maggior parte delle signore dell'epoca – molte delle quali non esercitavano alcuna influenza sui propri mariti – Sarah poteva contare su una forte intimità con due dei più potenti uomini della nazione, Marlborough e Godolphin. Godolphin, anche se un grande amico di Sarah, aveva preferito rifiutare alti incarichi dopo l'ascesa al trono di Anna decidendo di vivere tranquillamente e lontano dagli impegni politici di Sarah, che era prepotente, impicciona e aveva la presunzione di dirgli ciò che doveva fare quando Marlborough era via. Sarah, pur essendo una donna in un mondo di uomini dediti alla politica interna ed internazionale, era sempre pronta a dare consigli, esprimere i suoi pareri, contrapporsi con espliciti biasimi ed insistere nel portare avanti le sue opinioni in ogni possibile occasione. Comunque, era dotata di un fascino e di una vivacità oggetto di ammirazione da parte di molti ed era in grado di allietare con il suo spirito tutti quelli che incontrava.
Il chiaro ridursi di una genuina affezione nella regina Anna si verificò per una serie di ragioni. Era delusa dalle lunghe assenze di Sarah dalla Corte e, nonostante questo fosse argomento di numerose lettere di Anna a Sarah, la duchessa continuò nelle sue rare frequenze e scrisse lettere di scuse ad Anna. Fra le due donne vi era anche una differenza di appartenenza politica: Anna era a favore del partito Tory (il partito era conosciuto come "il partito della Chiesa", infatti la religione era una delle principali preoccupazioni della Regina), Sarah invece parteggiava per il partito Whig (il partito che aveva sostenuto le imprese belliche del marito, il Duca Marlborough). La Regina non voleva che tali differenze di opinioni fossero motivo di dissidio fra di loro; Sarah, al contrario, sempre pensando a suo marito, voleva che Anna desse un sostegno maggiore ai Whig, cosa che la Regina non aveva alcuna intenzione di fare.

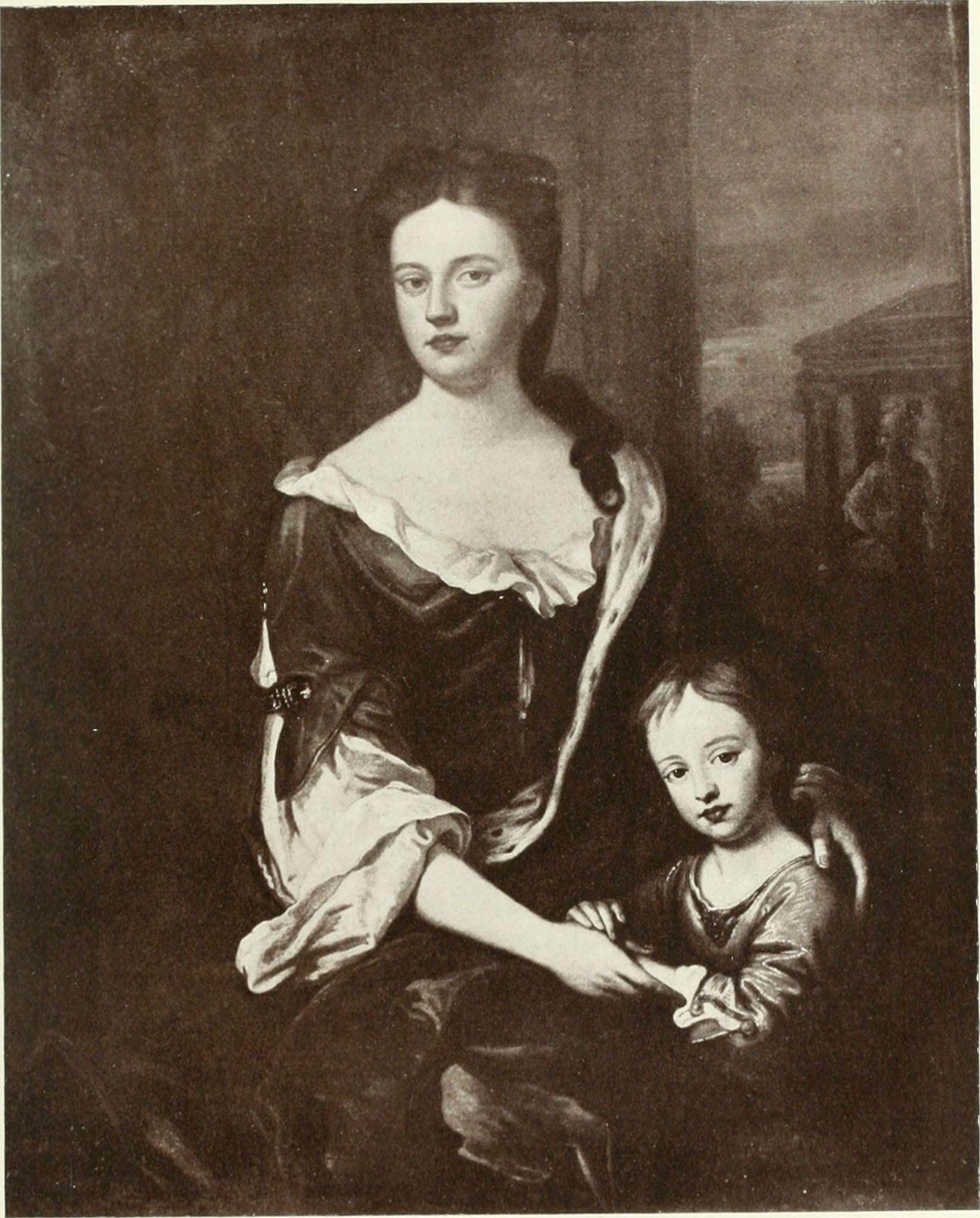
Sarah con il figlio, John Churchill, marchese di Blandford

Nel 1703, Sarah dovette recarsi a Cambridge, dove l'unico suo figlio vivente, John Churchill, marchese di Blandford, si era ammalato di vaiolo. Il Duca di Marlborough venne richiamato in patria dalla guerra in cui era impegnato e poté essere al capezzale del figlio quando questi si spense il 20 febbraio 1703. Sarah, disperata per la perdita del figlio, si ritirò a vita privata per un certo periodo, esprimendo il suo dolore tenendosi lontana da Anna e non rispondendo alle sue lettere o facendolo in modo strettamente formale. Tuttavia, Sarah non permise ad Anna di tenerla lontana quando anch'essa subì una grave perdita. Dopo la morte del marito di Anna, il principe Giorgio di Danimarca, avvenuta nel 1708, Sarah si presentò senza essere invitata a Kensington Palace per rendere omaggio al defunto e consolare Anna. Sarah insistette affinché la inconsolabile Regina si trasferisse da Kensington a St James's Palace a Londra, ma Anna respinse senza mezzi termini la proposta, ordinando a Sarah di chiamare la baronessa Abigail Masham come sua dama di compagnia. Consapevole che Abigail stava guadagnando sempre di più il favore della Regina, Sarah non eseguì il suo ordine e, al contrario, la rimproverò perché piangesse la morte del principe Giorgio. Anche se Anna alla fine accettò di recarsi a St James's Palace, l'insensibilità di Sarah la offese assai incrinando ancor di più il loro rapporto.

### Abigail Masham: la rivale politica

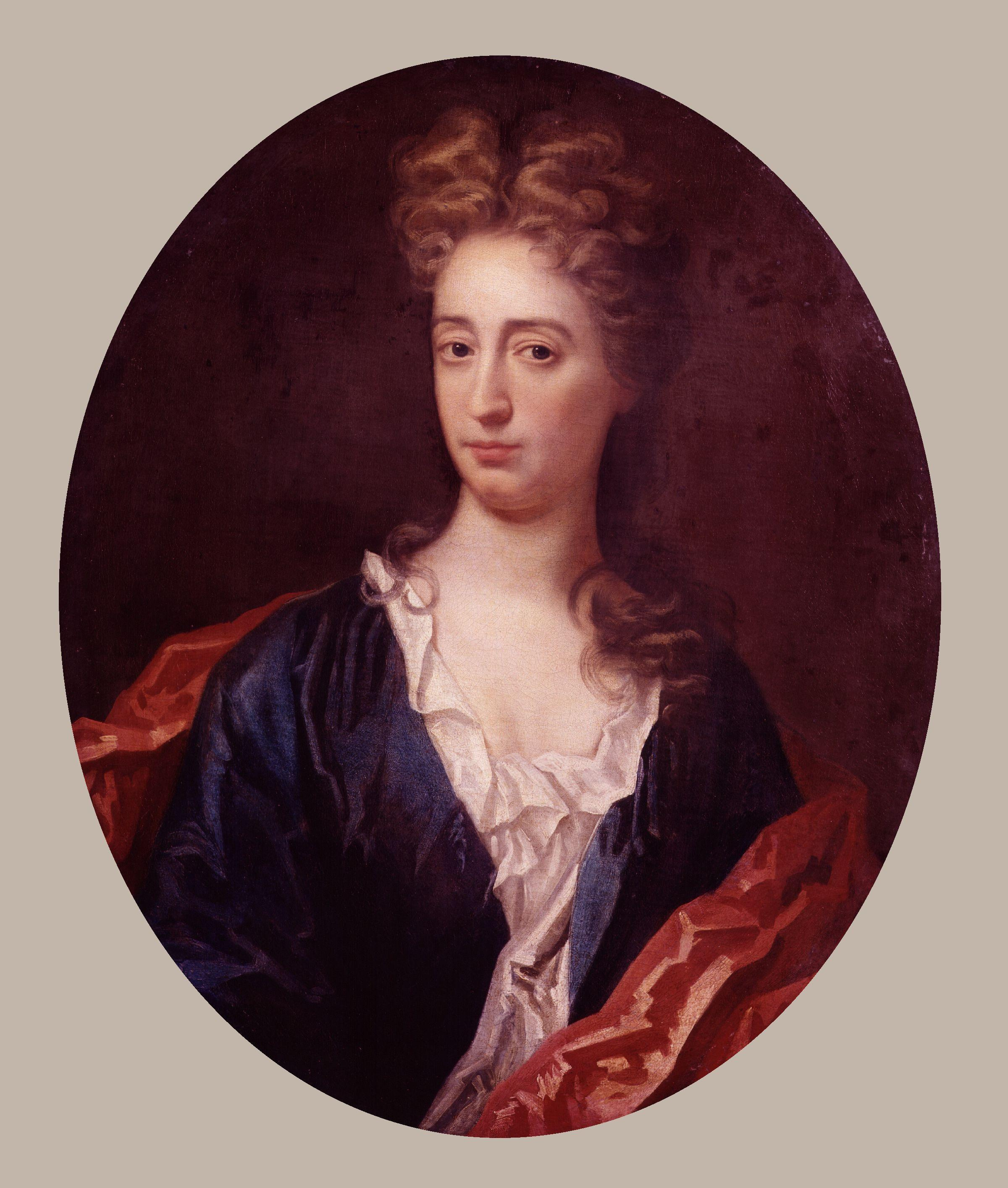
La baronessa Abigail Masham

Era stata Sarah a introdurre a Corte la cugina povera Abigail Hill, con l'intento di trovarle un ruolo adatto. Abigail, figlia maggiore della zia di Sarah, aveva lavorato come domestica presso Sir John Rivers nel Kent. Sarah aveva poi impiegato Abigail presso la propria famiglia a St Albans e come premio al soddisfacente lavoro svolto dalla cugina si era interessata a far nominare Abigail Lady of the Bedchamber della regina Anna nel 1704. Sarah, in seguito, nelle sue memorie scrisse di aver trattato Abigail "come una sorella in tutto e per tutto".
Abigail era anche cugina di secondo grado del capo del partito Tory, Robert Harley. Di carattere le due donne erano nettamente diverse: dove Abigail era accattivante, discreta e astuta, Sarah era dominante, importuna e senza peli sulla lingua. Durante le frequenti assenze di Sarah dalla Corte, Abigail ed Anna iniziarono a divenire amiche; Abigail non solo era felice di dare alla Regina quelle gentilezze ed attenzioni che Anna si era sempre aspettate da Sarah, ma non aveva mai assillato la Regina con la politica. Anna rispose con passione alle adulazioni e al fascino di Abigail. Nel 1707, la regina Anna fu presente al matrimonio segreto di Abigail con Samuel Masham, I barone Masham, valletto del principe Consorte Giorgio. Di tutto questo Sarah fu all'oscuro.

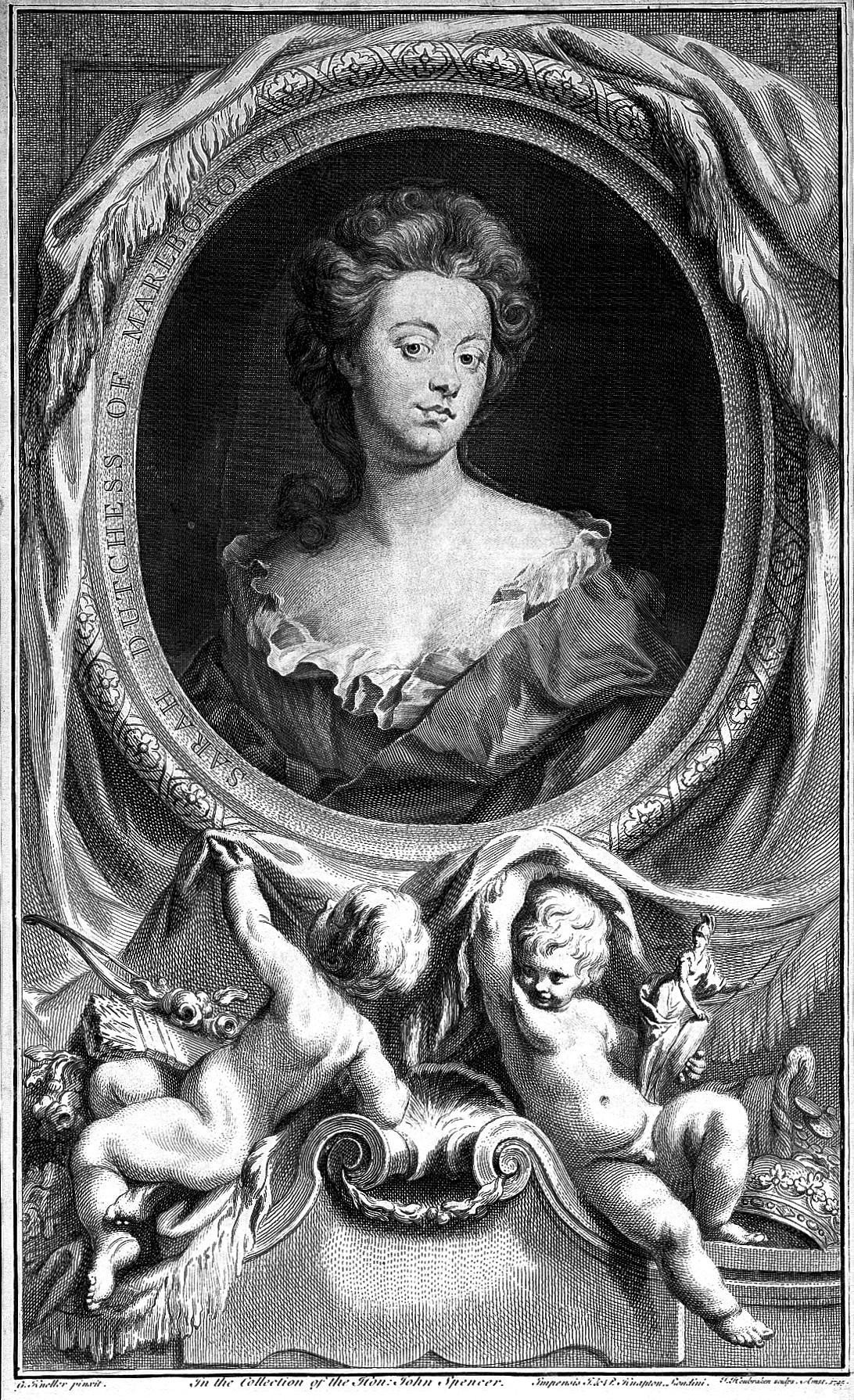
Sarah Churchill in una stampa d'epoca

Sarah non si rese conto affatto dell'amicizia nata fra la regina Anna e Abigail, e fu perciò sorpresa di scoprire che Abigail incontrava spesso la Regina in privato. Sarah venne a sapere del matrimonio di Abigail diversi mesi dopo che era stato celebrato e immediatamente si recò a Corte per informare Anna dell'evento. Fu durante questo colloquio che Anna si lasciò sfuggire che lei aveva pregato Abigail di informare Sarah del matrimonio; Sarah si insospettì circa quello che era realmente successo. Dopo aver interrogato la servitù e i membri della Real Casa per una settimana riguardo al matrimonio di Abigail, Sarah scoprì che Anna era stata presente e aveva donato ad Abigail una dote di 2000 sterline. Ciò provò la falsità della Regina nei confronti della Duchessa di Marlborough: come Tesoriera personale della Regina, Sarah non era stata informata di questa uscita dalle casse reali.

### Rapporti tesi

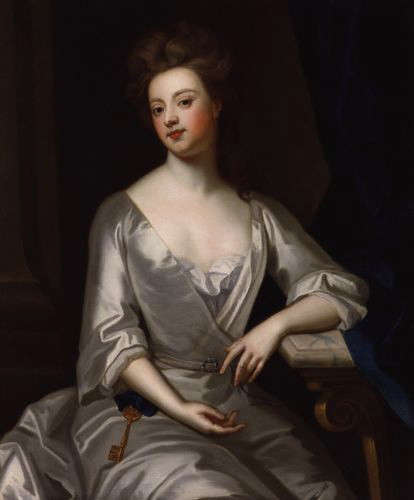
La Duchessa di Marlborough recante il simbolo della sua carica e autorità: la chiave d'oro
Sir Godfrey Kneller, 1702

Nel mese di luglio del 1708, il Duca di Marlborough, insieme al suo alleato il principe Eugenio di Savoia, ottenne una grande vittoria nella Battaglia di Oudenaarde. Mentre si recavano alla cerimonia di ringraziamento nella Cattedrale di San Paolo, Sarah ebbe una accesa discussione con la regina Anna riguardo ai gioielli indossati da Anna per l'occasione, e le mostrò una lettera del Duca di Marlborough che esprimeva la speranza che la Regina facesse un buon uso politico della vittoria conseguita. La Regina si sentì offesa dal fatto che avrebbe dovuto pubblicamente esprimere sostegno al partito dei Whigs. Inoltre, durante la funzione, poiché Anna continuava a discutere, Sarah calcò la mano dicendo alla Regina di "star zitta". Anna scrisse al Duca di Marlborough pregandolo di non rendere pubblica la sua rottura con Sarah, ma egli non riuscì ad evitare le indiscrezioni su sua moglie. Sarah continuò con forza a sostenere i Whigs facendone arrivare notizia alla regina in ogni occasione, con l'aiuto di Godolphin e degli altri ministri del partito Whig. Le notizie del pubblico sostegno dei Whigs raggiunsero Marlborough tramite le lettere di Sarah e di Godolphin, che influenzarono i suoi consigli politici alla Regina. Anna, già in cattiva salute, si sentiva usata e vessata al punto di voler fuggire. Anna trovò rifugio nel conforto discreto e gentile di Abigail Masham.
La Regina aveva spiegato in precedenza che non voleva che si sapesse della rottura della sua amicizia con Sarah: infatti, ogni segno che Sarah era caduta in disgrazia avrebbe avuto ripercussioni negative sulla autorità del duca di Marlborough quale Comandante in capo dell'esercito. A Sarah fu concesso di conservare tutti i suoi incarichi esclusivamente per non danneggiare la posizione del marito, e pertanto la tensione tra le due donne non esplose fino agli inizi nel 1711. Questo fu l'anno della definitiva rottura fra Sarah e Anna.

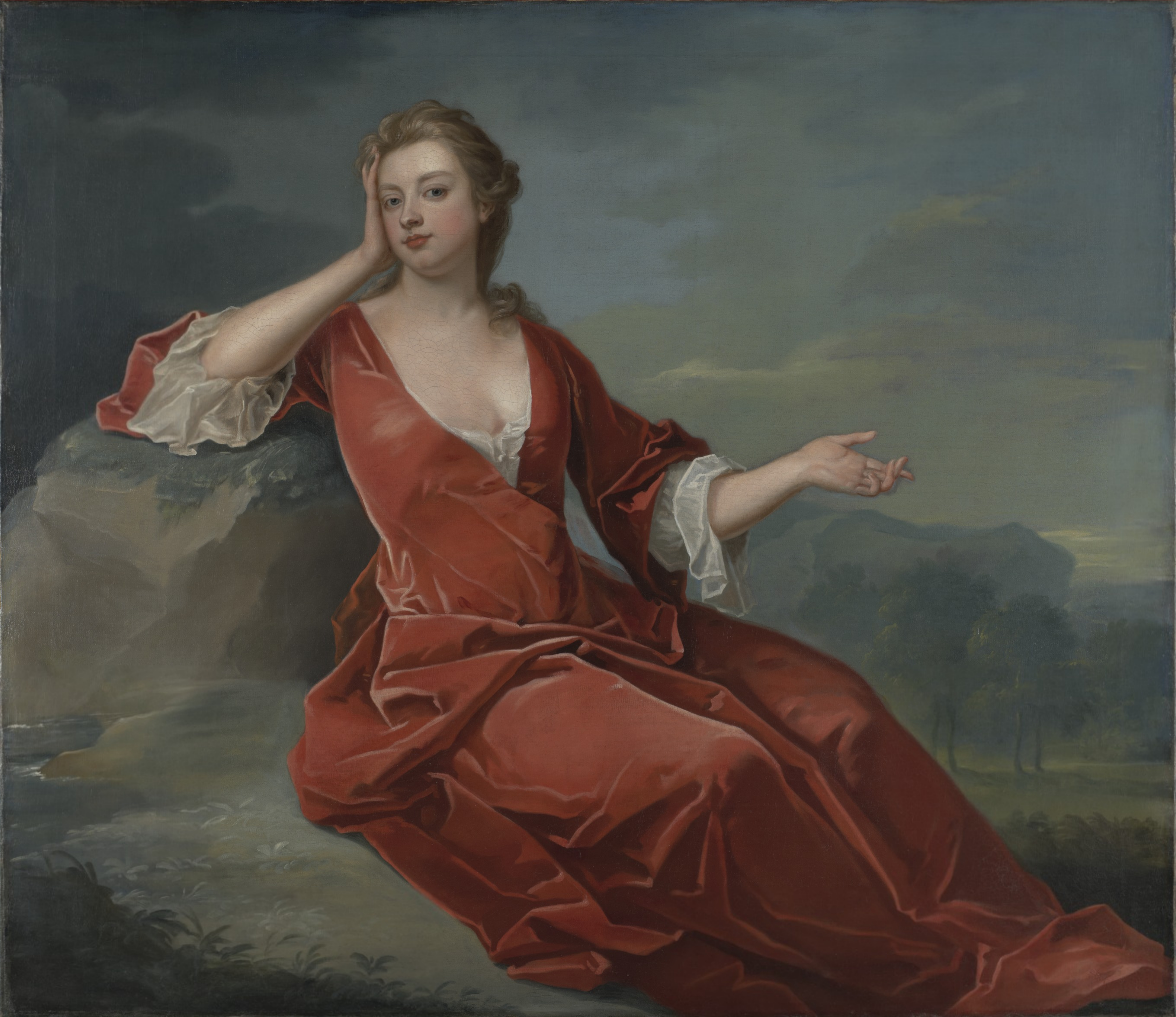
La Duchessa di Marlborough ritratta da Charles Jervas nel 1714

Sarah era sempre stata gelosa dell'affettuosa amicizia di Anna con Abigail Masham. Assieme al Duca di Marlborough e alla maggior parte del partito Whig, ella aveva cercato di costringere Anna a licenziare Abigail. Tutti questi tentativi fallirono, anche quando alla regina Anna venne imposto l'allontanamento della Masham con una mozione parlamentare da parte dei Whigs, che sospettavano vi fosse una influenza sulla regina da parte della favorita Abigail che notoriamente parteggiava per il partito Tory. L'intera vicenda ricordava quella del rifiuto da parte di Anna a rinunciare a Sarah durante il regno di Guglielmo III e Maria, ma la minaccia di ingerenza parlamentare aveva superato ogni limite. Anna infine risultò trionfante; contattò alti esponenti di entrambi i partiti politici e li supplicò "con le lacrime agli occhi" di opporsi alla mozione parlamentare.
L'appassionata amicizia di Anna con Abigail e il suo netto rifiuto ad allontanarla fecero arrabbiare Sarah al punto di farle insinuare che fra le due donne ci fosse una relazione lesbica. Durante il periodo di lutto per il defunto marito di Anna, Sarah fu la sola a rifiutarsi di indossare abiti idonei per l'occasione. Questo atteggiamento diede l'impressione che Sarah non considerasse genuino il dolore di Anna per la morte del coniuge. Alla fine, come conseguenza del consenso popolare per porre fine alla Guerra di successione spagnola, la regina Anna decise di non utilizzare più il Duca di Marlborough alla guida dell'esercito e colse l'occasione di licenziarlo sulla base di false accuse di appropriazione indebita.

### Allontanamento definitivo

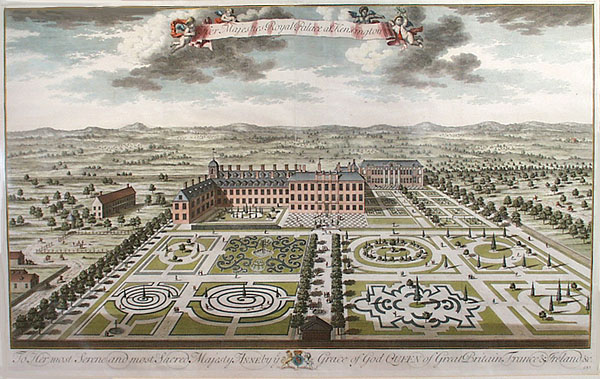
Kensington Palace, dove Sarah ed Anna si incontrarono per l'ultima volta in un'incisione di Jan Kip del 1724.

L'estremo tentativo da parte di Sarah di ristabilire il rapporto amicale con Anna si ebbe nel 1710, quando si incontrarono per l'ultima volta. In un resoconto scritto subito dopo Sarah mise in risalto la sua supplica rivolta ad Anna perché desse una spiegazione circa la rottura della loro amicizia, ma la regina Anna rimase impassibile. Quando venne a sapere di quanto era successo, il Duca di Marlborough, rendendosi conto che la Regina intendeva liberarsi di lui e di sua moglie, pregò la sovrana di mantenerli nei loro incarichi ancora per nove mesi, fino alla fine dell'impegno bellico, in modo che potessero ritirarsi con onore. Anna, tuttavia, disse a Marlborough che “per rispetto di lei [di Anna]” Sarah doveva dimettersi immediatamente e restituire entro due giorni la chiave d'oro - il simbolo della sua autorità all'interno della famiglia reale. Quando le fu comunicata la disposizione, Sarah, in un impeto di orgoglio, disse a Marlborough di restituire subito la chiave alla Regina, senza aspettare la scadenza del termine imposto.
Nel gennaio del 1711, Sarah fu destituita dagli incarichi di Mistress of the Robes e Groom of the Stole e sostituita da Elizabeth Seymour, duchessa di Somerset. Abigail fu nominata Keeper of the Privy Purse. Queste decisioni non rispettarono la promessa fatta dalla regina Anna di assegnare questi incarichi a Corte ai figli di Sarah.

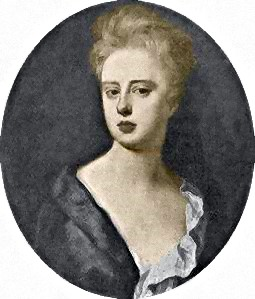
Sarah Churchill

I Marlborough persero anche i finanziamenti statali per la costruzione di Blenheim Palace, i cui lavori vennero sospesi per la prima volta da quando erano iniziati nel 1705. Sarah e il marito lasciarono l'Inghilterra per viaggiare in Europa. Per il suo successo nella Guerra di successione spagnola, il Duca di Marlborough fu accolto con grandi onori nelle Corti di Germania e del Sacro Romano Impero.
Sarah, però, non era contenta di stare lontano dall'Inghilterra e si lamentava del fatto di essere comunque in disgrazia in patria pur ricevendo onori in Europa. Trovava faticosa la vita raminga fra le corti europee che riteneva piene di gente scialba, e approfittò delle cure termali ad Aquisgrana in Germania, per tenere una corrispondenza con coloro che potevano fornirle pettegolezzi dall'Inghilterra.

### Ritorno in auge

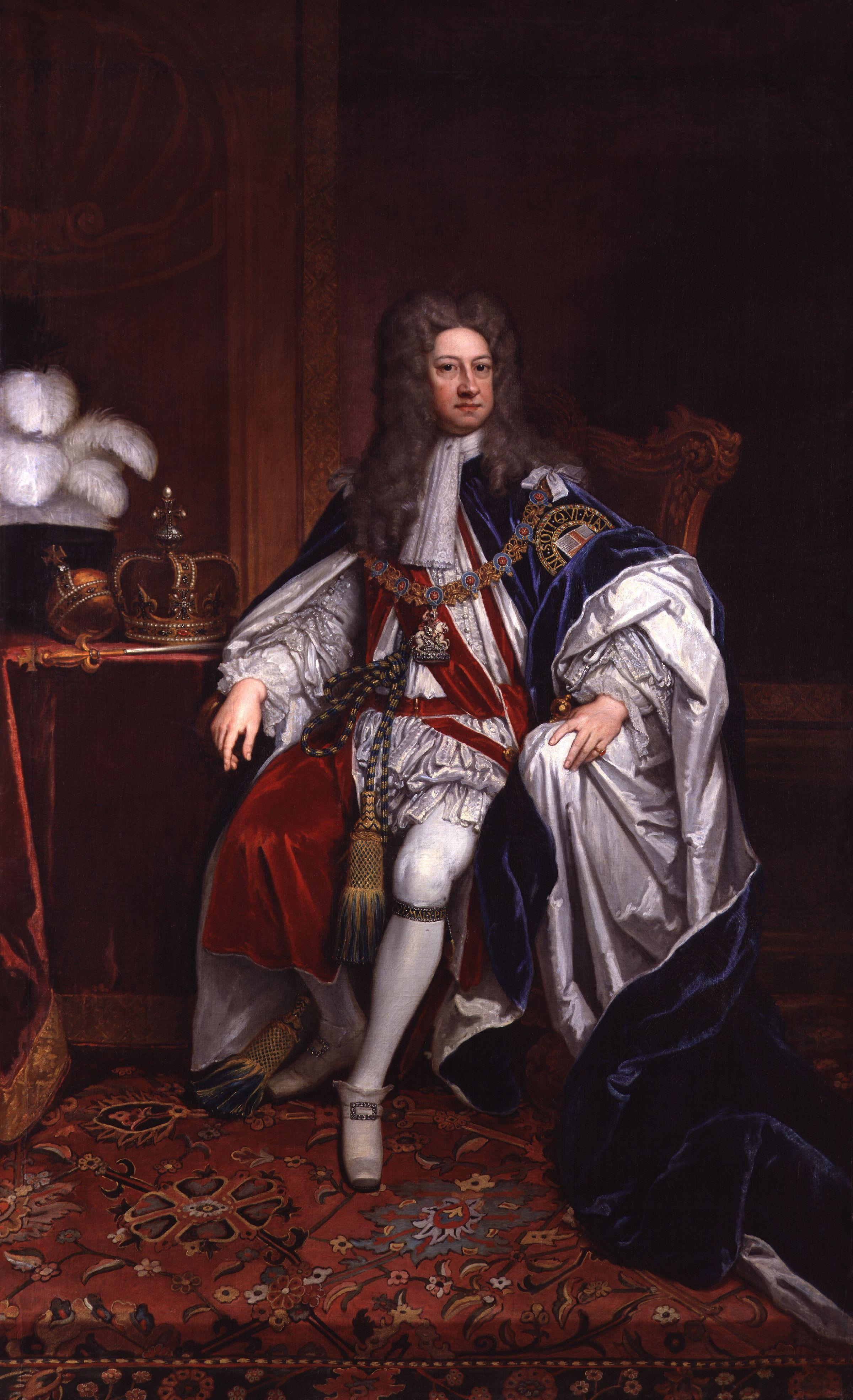
Giorgio I di Gran Bretagna, successore Protestante della regina Anna; opera di Sir Godfrey Kneller, c. 1714

Sarah e la Regina non si riappacificarono mai. Tuttavia un testimone sostenne di aver sentito Anna che chiedeva se i Marlborough fossero sbarcati, dando così vita a delle voci circa la decisione della Regina di farli rientrare in patria. La regina Anna si spense il 1º agosto 1714 a Kensington Palace; i consiglieri protestanti del partito Whig avevano preteso di essere presenti al decesso della sovrana in modo da impedire ad Henry Saint-John Bolingbroke, il primo Visconte di Bolingbroke, di dichiarare, quale pretendente al trono, Giacomo Francesco Edoardo Stuart. I Marlborough ritornarono in patria proprio nel pomeriggio del giorno della morte di Anna. La Legge di disposizione del 1701 garantiva la successione ad un Protestante, non prendendo in considerazione numerosi pretendenti cattolici, alcuni dei quali considerati più qualificati e quindi Georg Ludwig, Elettore di Hannover (pronipote di Giacomo I per parte della madre Sofia del Palatinato), venne nominato re Giorgio I di Gran Bretagna.
Il nuovo regno ebbe l'appoggio del Partito Whig, costituito da devoti Protestanti. Il partito Tory era sospettato di sostenere il pretendente Cattolico Giacomo Francesco Edoardo Stuart. Giorgio I premiò la fedeltà dei Whig concedendo loro di formare il governo; durante il ricevimento tenuto presso la Queen's House a Greenwich, il re si intrattenne con i Whig e non con i Tory. Sarah dimostrò l'approvazione per la scelta del re.
Il re Giorgio era legato da amicizia con i Marlborough; il Duca di Marlborough aveva combattuto con lui nella Guerra di successione spagnola, inoltre John e Sarah fecero frequenti visite alla corte degli Hannover durante il loro esilio dall'Inghilterra. Le prime parole rivolte a Marlborough da parte di Giorgio quale Re di Gran Bretagna furono: “Signor Duca, spero che le sue traversie siano finite”. A Marlborough venne ridato il comando dell'esercito.

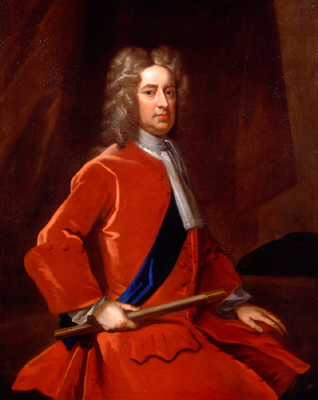
Il Duca di Marlborough, ritratto da Enoch Seeman nel 1719/20

Sarah venne invitata a rientrare in Inghilterra. Il Duca di Marlborough divenne uno dei consiglieri del re e Sarah ritornò a vivere a Marlborough House, dove organizzò numerosi ricevimenti per presentare in società sua nipote, Lady Henrietta Godolphin, nella speranza di combinarle un buon matrimonio. Henrietta sposò Thomas Pelham-Holles, I duca di Newcastle-upon-Tyne nel mese di aprile del 1717.
Comunque, le preoccupazioni di Sarah per sistemare i suoi nipoti dovettero cedere il passo a qualcosa di più importante quando suo marito subì due ictus nel 1716, il secondo dei quali gli procurò una afasia. Sarah lo assistette accompagnandolo alle Terme di Tunbridge e a Bath nel Somerset. Il duca si riprese in breve tempo. Comunque, anche dopo il ritorno in salute del marito, Sarah apriva la corrispondenza di lui e faceva da filtro per le lettere che Marlborough riceveva, in modo da evitare che argomenti non consoni gli potessero causare altri gravi effetti.

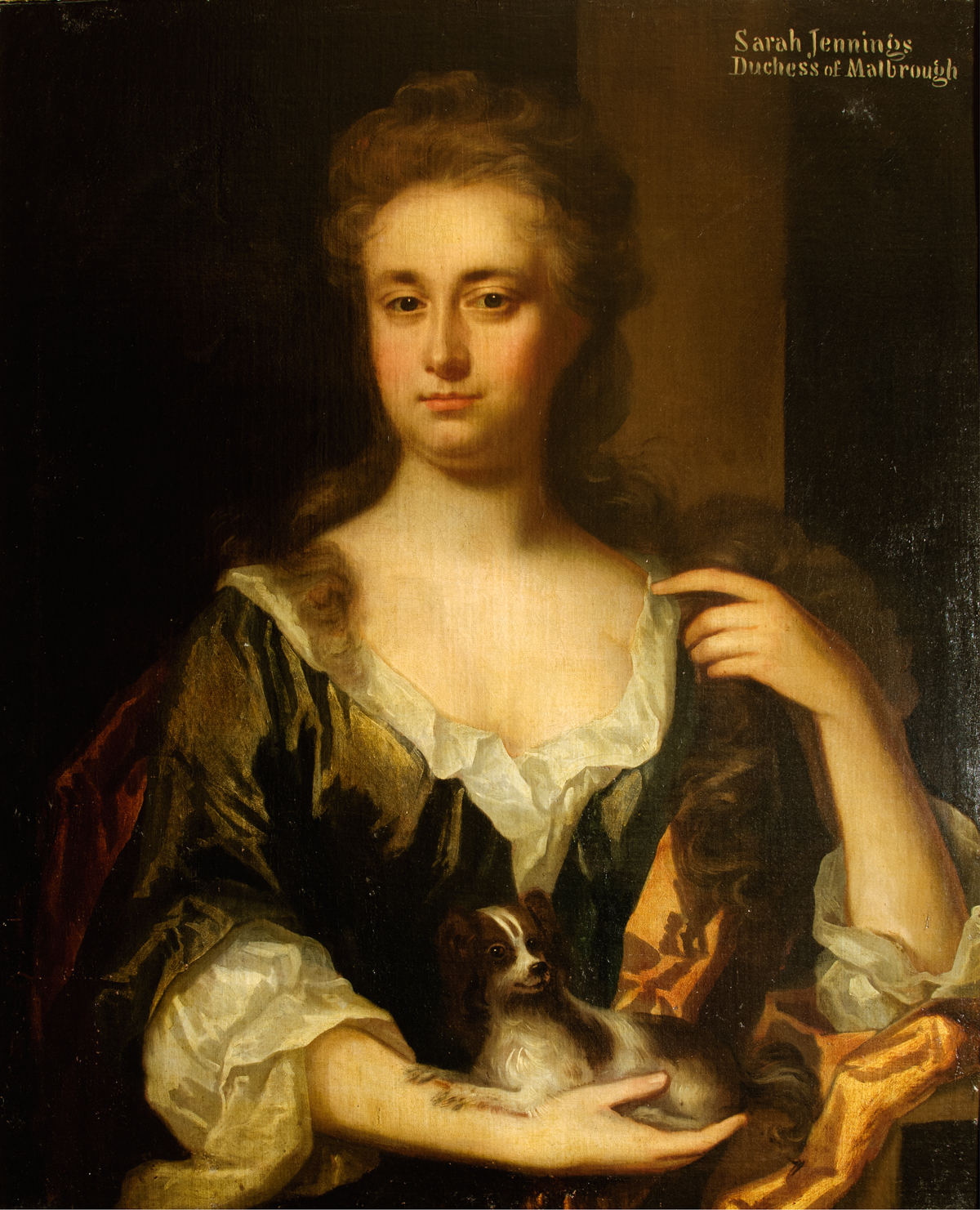
Sarah, duchessa di Marlborough

I rapporti di Sarah con i suoi figli furono tesi. Anche se era in buoni rapporti con sua figlia, Anne, Contessa di Sunderland, Sarah si allontanò sempre più dalle altre figlie, Henrietta, Elizabeth e Mary. Dopo la morte di Elizabeth per vaiolo nel 1714, Sarah scrisse a Robert Jennings (un amico e lontano parente): “Tutto ciò che mi passa per la testa non mi impedisce di lamentarmi per tutta la mia vita di ciò che avevo tanto motivo di amare.” Allo stesso modo il cuore le si spezzò quando Anne Spencer morì nel 1716: Sarah tenne per sé la tazza preferita della figlia ed una sua ciocca di capelli e, inoltre, ne adottò la figlia più piccola, Diana Spencer, che divenne la sua nipote preferita. La figlia più piccola di Sarah, Mary Montagu, sopravvisse alla madre ma le due non si riconciliarono mai.

### Ultimi anni

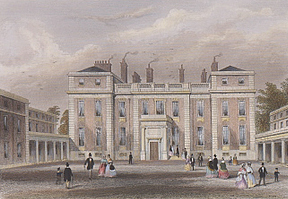
Marlborough House nel suo aspetto originale: era la dimora favorita di Sarah

John Churchill morì a Windsor nel 1722 e Sarah organizzò un solenne funerale. La loro figlia, Henrietta, divenne duchessa per diritto ereditario. Sarah in qualità di fiduciaria delle proprietà della famiglia seppe usare il suo senso degli affari per far fruttare la proprietà e distribuirne il ricavato fra i suoi.

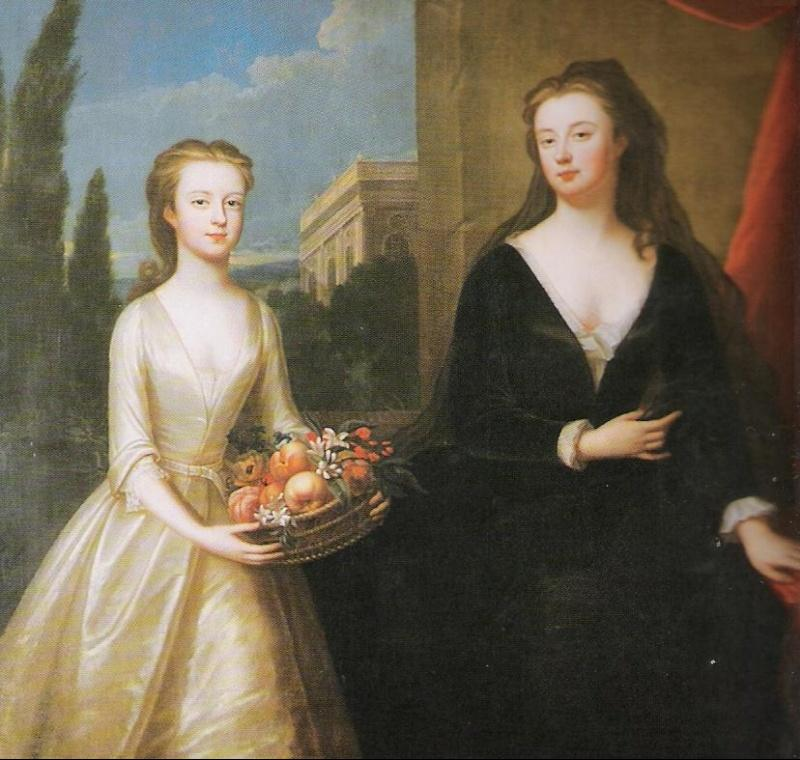
La Duchessa vedova di Marlborough ritratta con la nipote, lady Diana Spencer, da Maria Verelst

Sarah poteva ora contare su un reddito personale considerevole che usò per investimenti immobiliari, ritenendo così di potersi mettere al riparo dalla svalutazione monetaria. Contando sulla dote maritale, Sarah, nel 1723, acquistò un immobile nella zona di Wimbledon e fece ricostruire il maniero. La sua ricchezza era tale che sperò di maritare sua nipote Diana Spencer con il Principe di Galles, fornendo una dote di £100,000. Tuttavia, Robert Walpole, in qualità di Primo Ministro pose il veto al progetto. Nonostante ciò, Sarah conservò buoni rapporti con la famiglia reale e a volte era invitata a Corte dalla regina Carolina, la quale cercò di instaurare con lei un'amicizia.

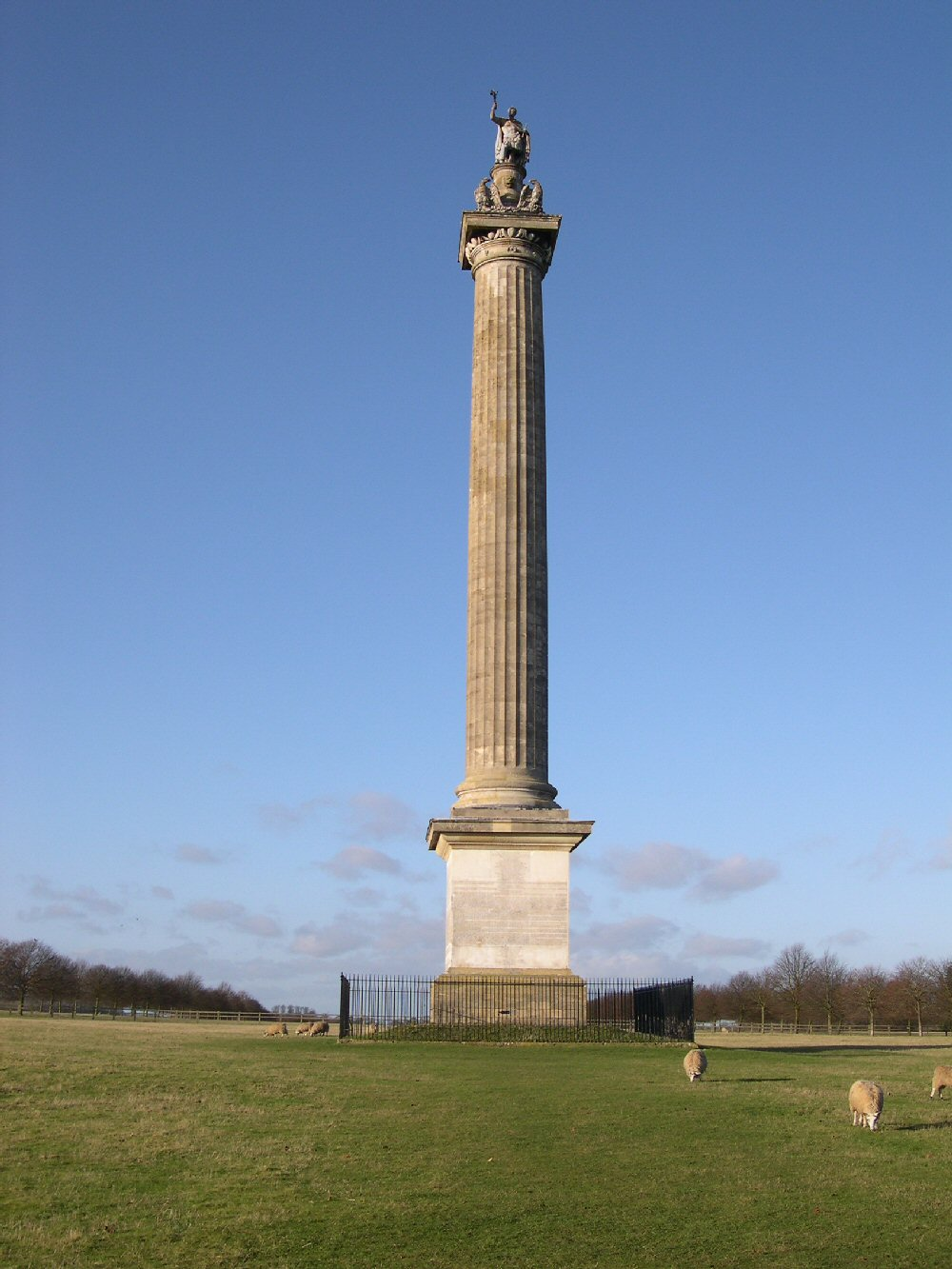
Colonna della Vittoria, Blenheim Palace

La Duchessa di Marlborough era una donna capace di gestire gli affari, cosa insolita in un'epoca in cui le donne erano escluse da tutto ciò che esulava dalla gestione della loro casa. L'amico di Sarah, Arthur Maynwaring scrisse che lei era più in gamba di qualsiasi uomo nella gestione degli affari. Anche se a Sarah non piacque mai Blenheim Palace – lo descriveva come “quel grosso mucchio di pietre” – si entusiasmò quando cominciò ad interessarsene e scrisse al Duca di Somerset delle nuove opere idriche: “Ritengo che sarà bellissimo. Il canale e il bacino (che è già pronto) sembrano molto belli. Ci sarà un lago e una cascata ... che credo saranno di grande abbellimento per il luogo”.
La Duchessa di Marlborough fu sempre contraria a tutto ciò che riteneva fosse indebita stravaganza. Così scriveva al Duca di Somerset: "Ho ridotto le stalle di un terzo rispetto a quanto previsto da Sir John [Vanbrugh] eppure c'è spazio per una quarantina di bei cavalli." Sarah si concesse solo due tipi di stravaganze: la tomba monumentale per lei e suo marito nella cappella di Blenheim, progettata da William Kent; e la Colonna Dorica della Vittoria, alta 40 m, eretta nel parco di Blenheim Palace su progetto di Henry Herbert, IX conte di Pembroke e completata da Roger Morris. La Duchessa controllò con attenzione la costruzione di tutti gli aspetti architettonici di Blenheim Palace affinché tutto venisse eseguito secondo i suoi progetti.
Le ispezioni dettagliate erano estese anche alle piccole proprietà. Dopo aver acquistato la tenuta di Wimbledon (che lei descriveva come “costruita su terreno argilloso, in una zona piena di erbacce, molto umida e...un posto malsano”), e Holdenby House vicino Althorp, Sarah ne tenne una dettagliata contabilità delle entrate e delle uscite, come pure fu molto attenta a non farsi imbrogliare dai suoi dipendenti.

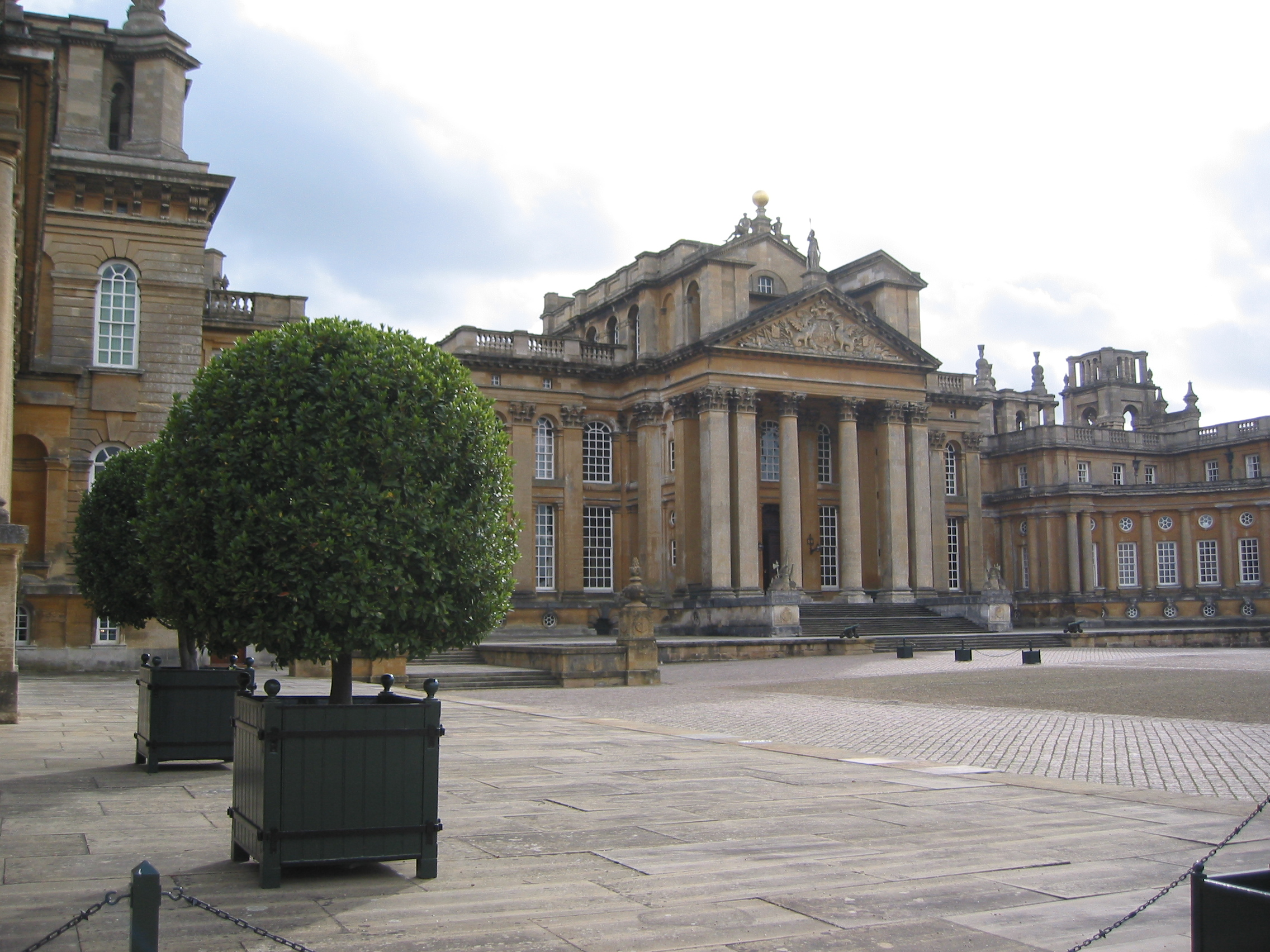
La facciata di Blenheim Palace

L'amicizia con la regina Carolina terminò quando Sarah rifiutò alla sovrana il passaggio attraverso la tenuta di Wimbledon, che le costò la perdita di £500 per la sua funzione di Ranger del Windsor Great Park. Sarah fu anche scortese verso re Giorgio II – affermando a chiare lettere che era "troppo Tedesco" – il che le costò l'allontanamento dalla Corte. Il suo status di persona non grata nella Corte controllata da Walpole evitò il suo coinvolgimento nella soppressione dell'ascesa dei Tory; le tasse imposte da Walpole e la pace firmata con la Spagna erano estremamente impopolari fra la classe dirigente della società inglese e di conseguenza il partito Tory stava guadagnando grande consenso.
Sarah non perse mai il suo bell'aspetto e, nonostante la perdita di popolarità, da vedova ricevette molte proposte di matrimonio, tra le quali anche quella del suo vecchio nemico politico, Charles Seymour, VI duca di Somerset. Comunque, ella decise di non risposarsi mai, preferendo mantenere la sua indipendenza.
Sarah continuò ad opporsi alle decisioni della Corte secondo cui i finanziamenti per Blenheim Palace dovevano provenire dal patrimonio personale dei Marlborough e non dal governo. Questa controversia la rese impopolare dato che la Duchessa aveva i mezzi per pagare. Sarah, nonostante i dissapori, risentì pesantemente della perdita della sua figlia maggiore Henrietta avvenuta nel 1733, ma nonostante ciò continuò a litigare con la figlia minore Mary, Duchessa di Montagu.

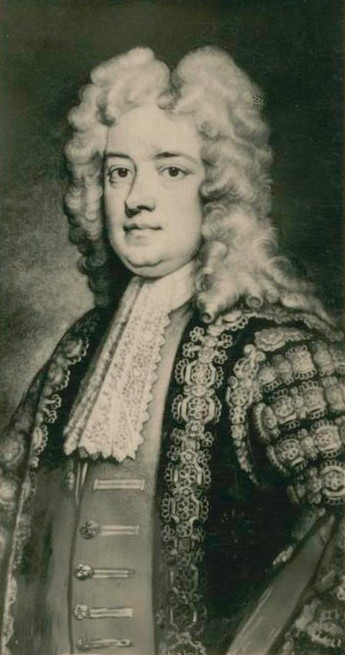
Sir Robert Walpole.

Sarah visse tanto da vedere nel 1742 la caduta del suo nemico personale Robert Walpole e in quello stesso anno cercò di migliorare la propria reputazione approvando la pubblicazione di una sua biografia intitolata An Account of the Dowager Duchess of Marlborough from her first coming to Court to the year 1710.

### Morte

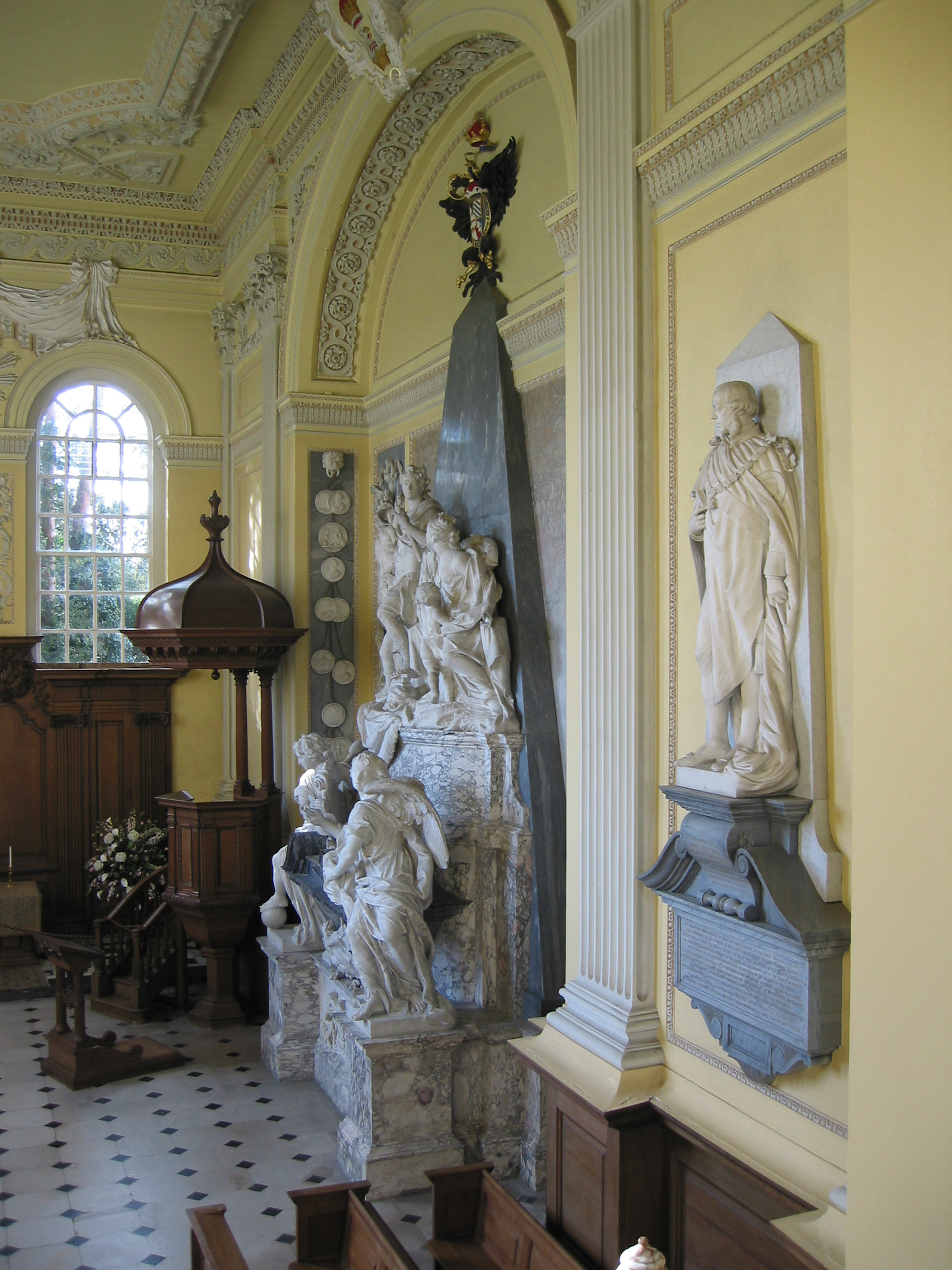
La tomba del Duca e della Duchessa di Marlborough nella cappella di Blenheim Palace, progettata da William Kent

La duchessa Sarah Churchill si spense il 18 ottobre 1744, all'età di ottantaquattro anni, nella sua residenza di Marlborough House; fu sepolta nella cappella di Blenheim. Il corpo di suo marito fu esumato dalla Abbazia di Westminster e sepolto accanto a lei nella tomba monumentale di Blenheim.

## Discendenza

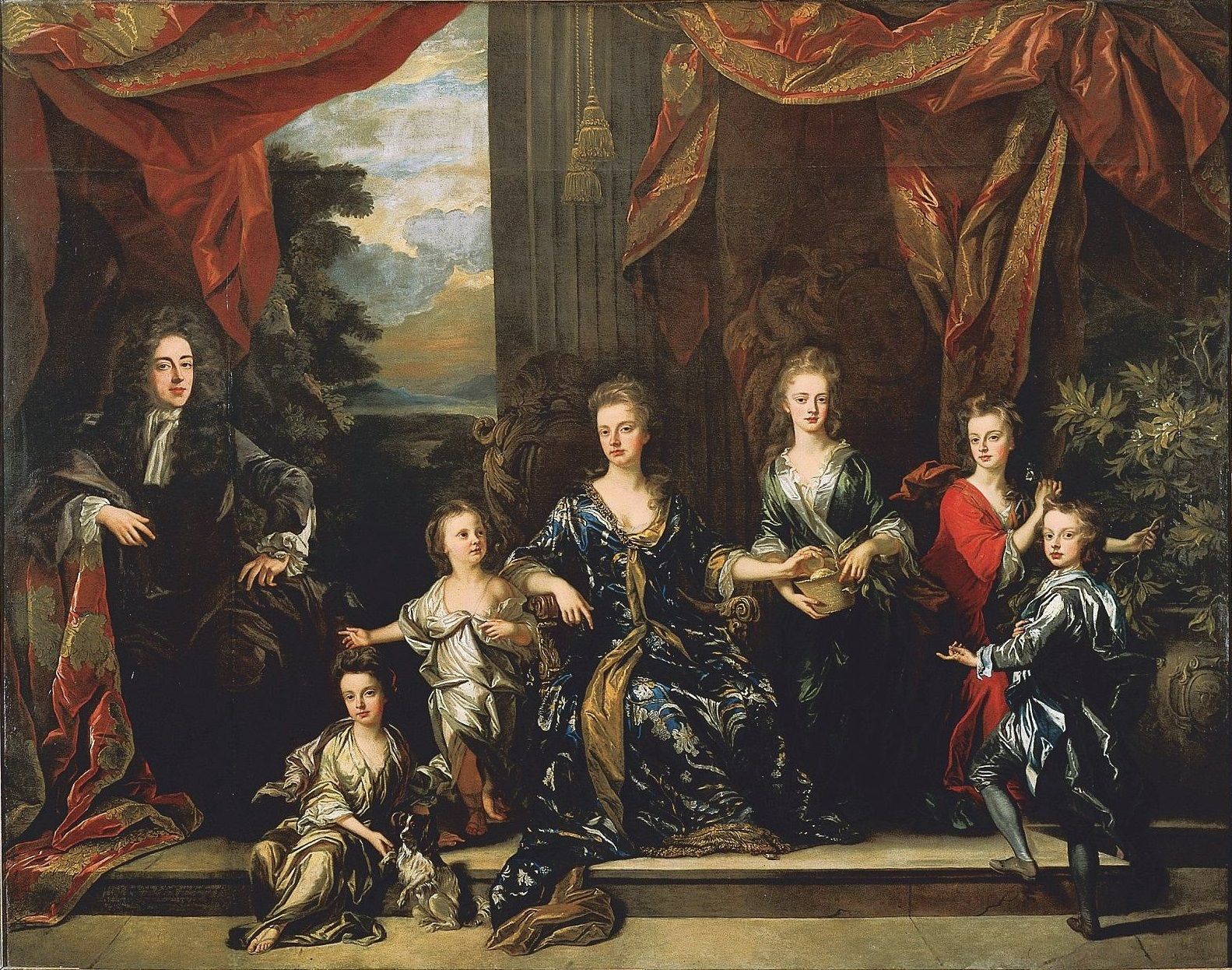
La famiglia del Duca di Marlborough di John Closterman

Sarah e suo marito John Churchill, I duca di Marlborough ebbero sette figli:
- Harriet Churchill (ottobre 1679 – prima del 1698);
- Henrietta Churchill, II duchessa di Marlborough (19 luglio 1681 – 24 ottobre 1733), coniugata con Francis Godolphin, II conte di Godolphin;
- Anne Churchill (27 febbraio 1683 – 15 aprile 1716), coniugata con Charles Spencer, III conte di Sunderland e antenata - fra l'altro - di Sir Winston Churchill e Diana, principessa del Galles;
- John Churchill, marchese di Blandford (13 febbraio 1686 – 20 febbraio 1703);
- Elizabeth Churchill (15 marzo 1687 – 22 marzo 1714), coniugata con Scroop Egerton, I duca di Bridgwater;
- Mary Churchill (15 luglio 1689 – 14 maggio 1751), coniugata con John Montagu, II conte di Montagu;
- Charles Churchill (19 agosto 1690 – 22 maggio 1692).

## Considerazioni

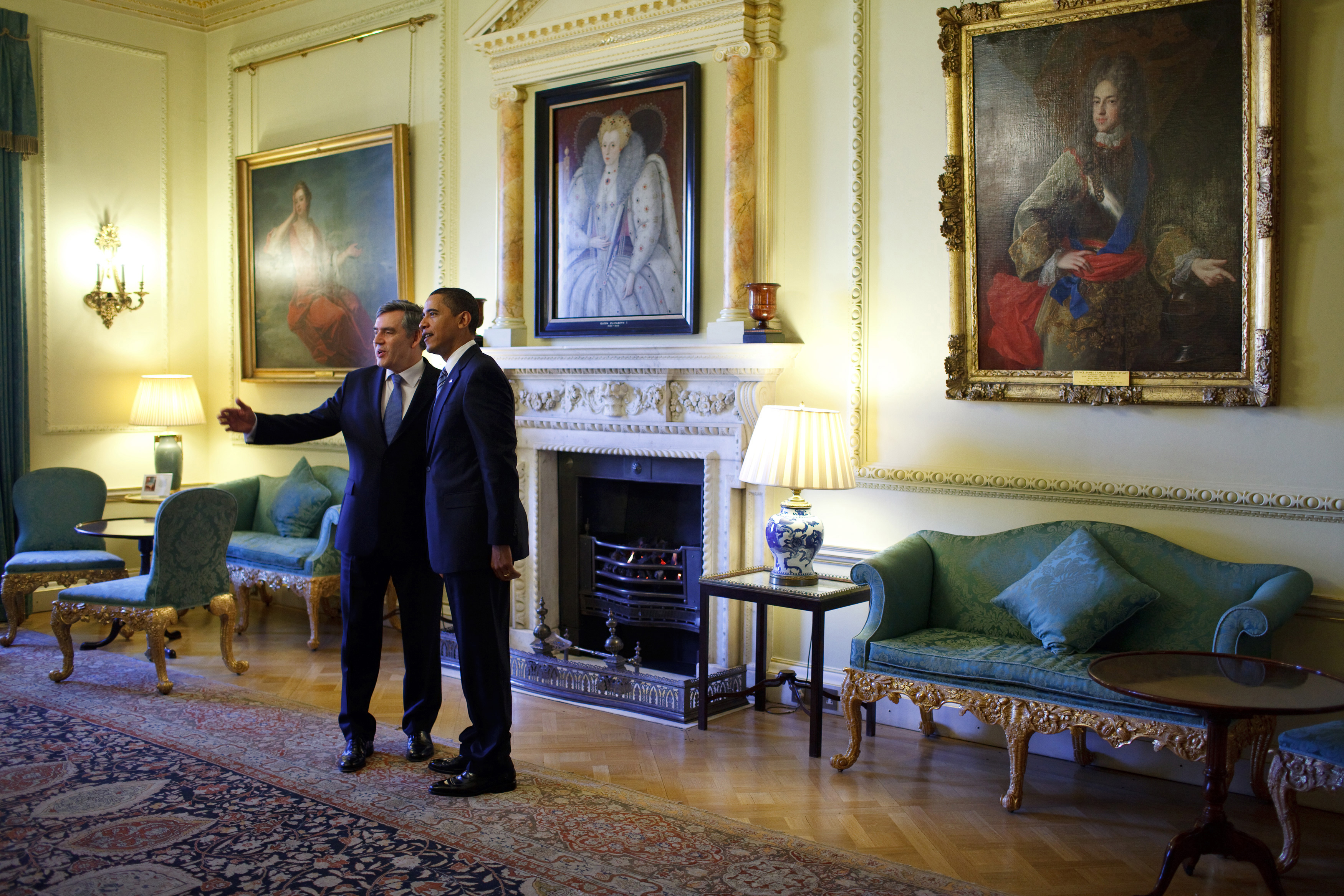
Barack Obama e Gordon Brown al 10 Downing Street. Da notare il ritratto della Duchessa di Marlborough alle loro spalle

Anche se la caduta in disgrazia della Duchessa di Marlborough è da attribuire al suo rapporto egoistico e interessato con la Regina Anna, bisogna dire che Sarah fu una donna intelligente e di spirito che lealmente promosse gli interessi di Anna quando questa era principessa. Anna era una conversatrice scialba e Sarah non trovava la sua compagnia stimolante. Ella riteneva di avere il diritto di far valere il proprio consiglio politico, piacesse o meno alla Regina, e si arrabbiava se quest'ultima si ostinava a non accettarlo.
La Baronessa Abigail Masham svolse un ruolo chiave nella caduta di Sarah. Pur modesta e schiva, Abigail promosse la politica conservatrice di suo cugino Robert Harley, primo conte di Oxford e conte di Mortimer. Nonostante dovesse alla Duchessa di Marlborough la sua posizione a Corte, Abigail presto divenne una nemica di Sarah e la sostituì nelle grazie della regina Anna. Durante la sua vita, Sarah stilò ventisei testamenti, l'ultimo dei quali fu scritto solo pochi mesi prima della sua morte; acquistò ventisette immobili. Con un patrimonio costituito da 4 milioni di sterline in terreni, 17.000 sterline in affitti e ulteriori 12.500 in annualità, Sarah finanziò uomini politici come William Pitt il Vecchio e Philip Stanhope, 4º Conte di Chesterfield. Anche se lasciò poco ai poveri ed ancor meno in beneficenza, Sarah fu prodiga con la sua servitù: la sua favorita Grace Ridley, ricevette una rendita di £16.000.
Gran parte del denaro della Duchessa di Marlborough, ovvero ciò che ne rimaneva dopo i numerosi lasciti, venne ereditato dal nipote, John Spencer, a condizione che questi non accettasse incarichi politici dal governo in carica. Spencer ereditò anche il resto dei numerosi immobili della nonna, tra cui Wimbledon Park. La residenza Marlborough House rimase disabitata per quattordici anni ad eccezione dell'uso fattone da James Stephens, uno degli esecutori testamentari, alla cui morte l'immobile tornò nella proprietà dei Duchi di Marlborough. Nel 1817, Wimbledon divenne residenza della famiglia reale passando da un membro all'altro finché nel 1959 divenne la sede del Segretariato del Commonwealth. Wimbledon Park House andò bruciata nel 1785, mentre la casa natale della duchessa in St Albans venne demolita nel 1827.
Sarah Churchill morì, secondo le parole di Tobias Smollett, “immensamente ricca e con poco rammarico sia per la propria famiglia che per il mondo intero”, ma non possono essere ignorati i suoi sforzi perché continuasse la discendenza Marlborough. Sfruttando le sue influenze, ella riuscì a organizzare i matrimoni della sua famiglia con le più famose dinastie d'Inghilterra. Fra i più famosi discendenti dei Marlborough va ricordato Winston Churchill.

## Nella cultura di massa

### Cinema e televisione
- The First Churchills (1969), film di David Giles
- Barbagialla, il terrore dei sette mari e mezzo (1983), film di Mel Damski
- La favorita (2018), film di Yorgos Lanthimos